# Франческо Тотті
Франческо Тотті (італ. Francesco Totti; нар. 27 вересня 1976, Рим, Італія) — італійський футболіст, атакувальний півзахисник або нападник. Колишній капітан італійської «Роми», кольори якої захищав протягом усієї кар'єри, з 1992 по 2017 рік. Чемпіон світу 2006 року і віце-чемпіон Європи 2000 року в складі національної збірної Італії, також грав на чемпіонаті світу 2002 і чемпіонаті Європи 2004 року. У складі молодіжної збірної Італії став чемпіоном Європи 1996 року. Тривалий час був рекордсменом клубу за кількістю проведених матчів у національній збірній. Входить до тридцятки гравців за кількістю матчів і посів друге місце за кількістю голів у Серії А. Посідає перше місце за кількістю м'ячів у серії А, забитих за один клуб. Єдиний гравець Серії А, який забивав у 23 сезонах поспіль. Один з найкращих гравців в історії «Роми». Знаходиться на першому місці за загальною та єврокубковою кількістю матчів і голів за «Рому». Найкращий бомбардир римського дербі, а також гравець, який у його рамках провів найбільшу кількість матчів.
Входить до списку ФІФА 100, складеного Пеле в березні 2004 року. Посол ЮНІСЕФ. Має власну статую в музеї мадам Тюссо.

## Життєпис
Франческо Тотті народився 27 вересня 1976 року в районі Аппіон Латино, в клініці Фабіа Матер, в околицях Порта Метронія. Батько — Лоренцо, працівник банку «Медеокредіто»; мати — Фьорелло, домогосподарка. Його батьки, заручившись у 12 років, одружилися в 21 рік. Окрім Франческо, у сім'ї Тотті був і другий син — Рікардо. Розпочав гратись із м'ячем у віці 9 місяців, декілька разів він навіть спав з м'ячем.

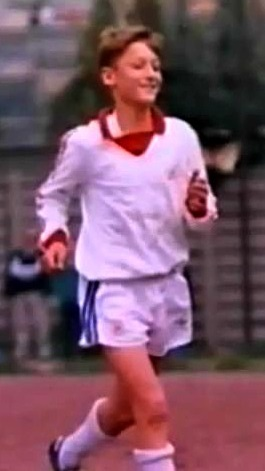
Тотті в сезоні 1988/89 років у складі «Лодіджані»

Одного разу на пляжі Торваянака батько 4-річного Франческо попросив місцевих хлопців, щоб вони зіграли з його сином, однак отримав відмову через вік Тотті, якому футбол зі старшими хлопцями міг нашкодити. Однак батько наполягав, і Франческо увійшов у гру, де швидко забив 2 м'ячі. Незабаром він став постійно грати в футбол на пляжі, виступаючи краще за дорослих чоловіків. Разом з ним грав Стефано Кайра, гравець клубу «Фортітудо», який умовив маму Тотті, щоб син відвідував заняття команди. Одночасно з цим Ческо займався й іншим видом спорту, плаванням, тренуючись у клубі «Лаціо Нуото».
З 1983 року Тотті розпочав тренуватися в клубі «Фортітудо» під керівництвом тренера Армандо Трілли. Цю команду Ческо вибрав завдяки тому, що «Фортітудо» розташовувалася в районі, де проживала сім'я Тотті. Рік по тому він разом з Рікардо й мамою прийшов на перегляд до клубу «Сміт Трастевере». Спортивний директор «Трастевере» Сантіно Фортіно вирішив узяти в команду Рікардо, але, щоб не засмучувати його маму, також прийняв у клуб і Франческо, який був на 2 роки молодший ніж інші гравці: «Він був справді зовсім маленьким, худеньким, переляканим і боязким, з опущеною головою». На першому ж тренуванні Ческо відзначився голом, прийнявши м'яч грудьми і, не опускаючи на газон, відправив його в сітку. Незабаром Тотті став одним з основних гравців «Сміт Трастевере». У цій же команді в молодого футболіста з'явилися «дивацтва», зокрема, на відміну від інших гравців, він завжди залишався на своїй позиції на полі. В один із днів «Трастевере» грав з клубом «Рома», тренери якого сказали, що не дивлячись на талант, Тотті більше не підросте.
У ті ж роки Франческо зустрівся з Іваном Павлом II:
|  | Коли я був ще школярем, ми ходили на зустріч з Папою. І, коли зустріч вже закінчилася, Папа раптом підійшов саме до мене, поклав долоню мені на лоб і поцілував. Це був знак долі! Я до сих пір пам'ятаю, що в той момент відчув, як мені передалася його величезна енергія. За це я йому завжди буду безмежно вдячний. |

У 1986 році Тотті перейшов у клуб «Лодіджані», куди він потрапив завдяки протекції Фортіно, який навіть не взяв грошей за трансфер. У «Лодіджані» Ческо тренувався під керівництвом тренерів Фернандо Маестроп'єтро й Емідіо Нерона. У них Тотті грав в атаці клубу, вже показуючи високий рівень гри. У 1989 році настав «момент істини» і час зробити наступний крок. «Мілан» запропонував Франческо 100 млн лір, а «Лодіджані» мало домовленість з «Лаціо», однак хлопчик і його сім'я — «романісті» в декількох поколіннях пручалися й відмовили «россонері» та «б'янкочелесті», Ческо перейшов у «Рому».
З 13 років Тотті почав виступати за «Рому». У 1993 році під керівництвом тренера Лучано Спінозі він виграв своє перше «скудетто», перемігши в чемпіонаті Італії свого віку, а наступного року виграв Кубок Італії. У 1992 році головний тренер «Роми» Вуядин Бошков запросив Тотті тренуватися з основним складом команди. Цим Ческо зобов'язаний захиснику римлян, Синиші Михайловичу, який попросив Бошкова взяти молодого футболіста в основний склад. У віці 16-ти років, 28 березня 1993 року, Тотті дебютував у Серії А, вийшовши за декілька хвилин до завершення гостьового матчу з клубом «Брешія», який завершився перемогою римлян з рахунком 2:0. У цій грі Михайлович знову допоміг Тотті, попросивши Бошкова випустити його на поле.
|  | Я був упевнений, що на заміну випустять Муцці, але після того, як Вуядин сказав, щоб я готувався вийти на поле, моє серце забилося від радості! Ви навіть не уявляєте, який це був зворушливий для мене момент! |

Через багато років Тотті пообіцяв брати участь у прощальному матчі Синиши Михайловича, однак обіцянки не дотримався.
Одночасно з футбольною кар'єрою Тотті старанно вчився. Він закінчив школу із золотою медаллю, але потім закинув освіту, цілком присвятивши себе футболу.

## Клубна кар'єра
16 грудня 1993 року Тотті вперше вийшов у стартовому складі «Роми» в матчі Кубка Італії з «Сампдорією»; та гра завершилася на користь «Роми». Після перемоги «Сампдорії» в матчі-відповіді було призначено додатковий час, а потім серія пенальті, у якій «Рома» програла. Наступного разу Тотті вийшов на поле 27 лютого 1994 року, знову в матчі з «Сампдорією», цього разу в чемпіонаті країни; у цій грі «джалороссі» зазнали поразки з рахунком 0:1. Усього в сезоні Тотті вийшов на поле 8 разів, багато в чому завдяки Карло Маццоне, який поступово вводив молодого футболіста до складу команди. Маццоне, який став для гравця другим батьком, захищав його від критики преси, а також дав Франческо «мішок загальнолюдських і футбольних порад».
21 серпня 1994 року Тотті забив свій перший гол за «Рому», вразивши ворота «Валенсії» в товариській грі. 4 вересня 1994 року Франческо забив свій перший м'яч у Серії А, вразивши ворота «Фоджі» і тим самим приніс своїй команді нічию: «Я навіть не побачив гол на телебаченні. Пам'ятаю, що дуже втомився, був голодний, тому замість перегляду репортажу про наш матч пішов з братом купити морозива». У тому сезоні, незважаючи на конкуренцію з боку Абеля Бальбо та Даніеля Фонсеки, Тотті вийшов на поле 21 раз і забив 4 м'ячі, випередивши за цим показником партнерів по команді, Роберто Муцці і Марко Бранку.
У 1996 році в «Рому» прийшов новий головний тренер — Карлос Б'янкі, й для Тотті наступив важкий період: він мало виходив на поле і був близький до переходу в «Сампдорію» або «Аякс», який міг його обміняти на Ярі Літманена. Незважаючи на брак ігрового часу, Тотті зрідка демонстрував хороший рівень гри. Так, 15 жовтня він забив м'яч і асистував партнерові в поєдинку з «Міланом», у якому «джалороссі» вперше за 11 років виграли в «россонері», обігравши їх з рахунком 3:0. Після завершення турніру в Римі взимку 1997 року, у якому «Рома» грала проти «Боруссії» (Менхенгладбах) і «Аякса», у матчі з яким, 9 лютого, Тотті забив 2 м'ячі, Б'янкі змінив своє бажання продати Франческо. І футболіст залишився в команді. 24 березня 1997 року Тотті був видалений з поля в матчі з «Болоньєю», отримавши 2 жовті картки за 4 хвилини.

### 1997/98

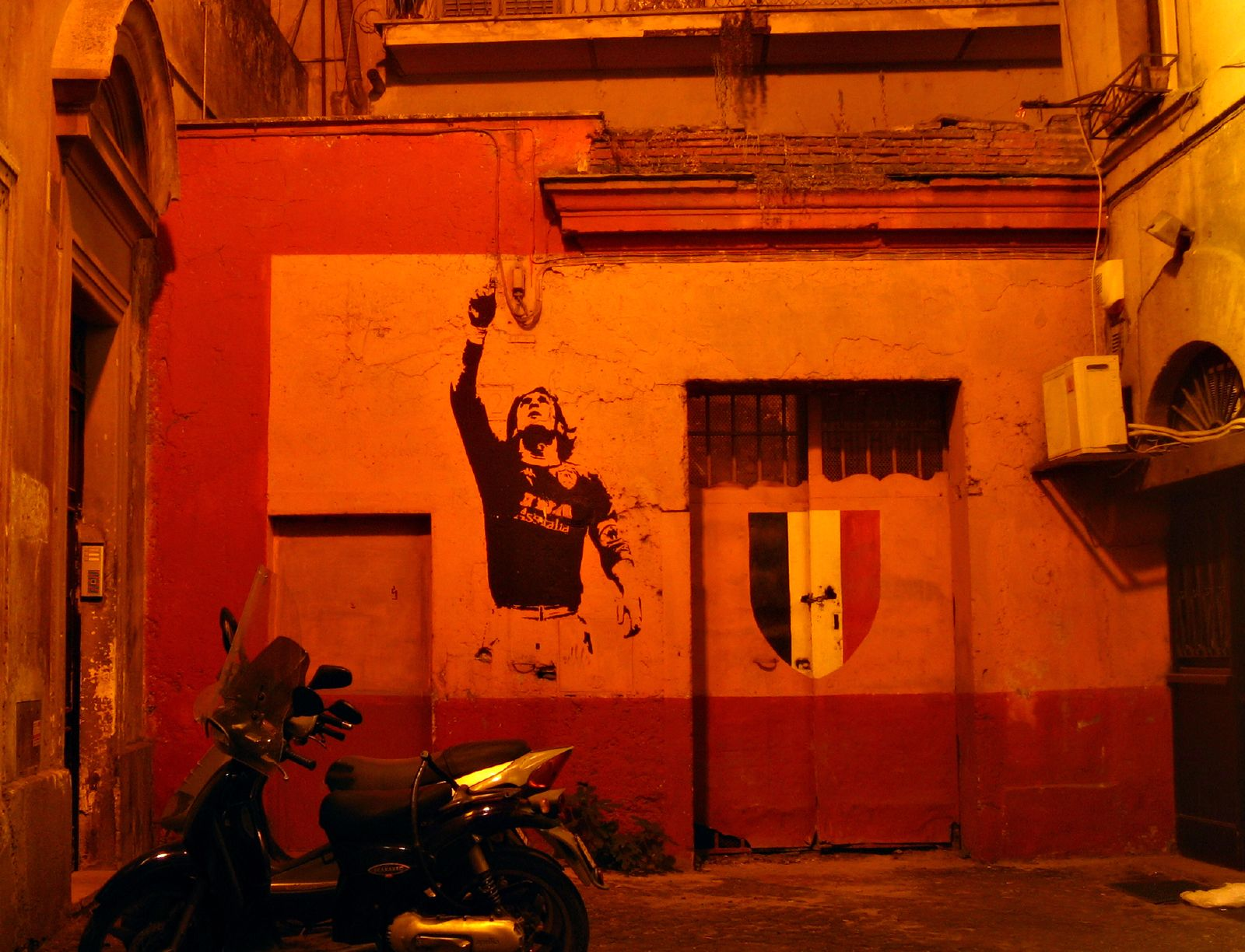
Картина на стіні будинку з нагоди завоювання «Ромою» скудетто

Сезон 1997/98 років розпочався для Тотті вдало: 11 листопада 1997 року забив два м'ячі у ворота «Барі» й за свої дії отримав найвищу оцінку серед усіх гравців 8-го туру чемпіонату Італії. Але, незважаючи на гарний початок, значну частину сезону Тотті пропустив через травму. Після того, як Ческо вилікувався, він вийшов на поле і забив м'яч, який приніс його клубу перемогу над «Фіорентіною» з рахунком 4:1. 30 березня 1998 року Тотті приніс своєму клубу нічию з «Пармою», забивши м'яч і зробивши гольову передачу. 28 квітня Франческо забив 2 м'ячі у ворота «Удінезе», але вони не врятували його клуб від поразки з рахунком 2:4. 18 травня Тотті забив переможний м'яч у ворота «Сампдорії»; після цієї гри головний тренер «Сампи» Вуядин Бошков був звільнений. Усього в Серії А 1997/98 Франческо забив 13 м'ячів, зайнявши 12-те місце за цим показником. Після завершення сезону Франческо отримав титул найкращого футболіста Італії за версією газети Guerin Sportivo.

### 1998/99
Наступного сезону в клуб був призначений новий тренер, Зденек Земан, який змінив схему гри на 4-3-3. Незважаючи на серйозну конкуренцію в атаці «Роми», тільки Тотті мав постійне місце в стартовому складі команди. У першому ж турі чемпіонату Франческо забив гол, принісши своїй команді перемогу в матчі з «Салернітаною». 19 жовтня Тотті забив переможний м'яч на 90-й хвилині зустрічі у ворота «Фіорентини», яка займала напередодні матчу перше місце в Серії А. 31 жовтня Алдаїр віддав Тотті пов'язку капітана команди, а 3 дні по тому Ческо зробив перший у сезоні дубль, двічі забивши у ворота «Удінезе». 1 грудня Тотті забив м'яч, який приніс його клубу нічию з принциповим суперником — «Лаціо» (3:3). Десять днів по тому Франческо знову врятував клуб від поразки, забивши на 90-й хвилині у ворота «Цюриха» в 1/8 Кубка УЄФА. У середині сезону в Тотті трапився спад — він демонстрував невисокий рівень гри і декілька місяців не забивав. Лише до початку весни Франческо знову набрав хорошу форму: з його гольового пасу був забитий м'яч, який приніс перемогу «Ромі» над «Міланом». 11 квітня Франческо відзначився святкуванням голу в матчі з «Лаціо», коли, забивши м'яч на 90-й хвилині, він зірвав футболку і показав напис на майці, одягнену поверх клубної: Vi ho purgato ancora («Я знову змусив вас страждати»). За підсумками сезону Тотті отримав приз найкращому молодому гравцеві в Італії. Клуб зайняв у чемпіонаті 5-те місце.

### 1999/00
Влітку, після поразки в Кубку Італії від «Аталанти», Земан був звільнений, а «Рому» очолив Фабіо Капелло. Сезон 1999/00 років Тотті розпочав голом з пенальті у ворота «П'яченци»; цей м'яч став першим серед всіх матчів нового чемпіонату Італії. А в третьому турі Франческо зробив 3 гольові передачі, які принесли його клубу перемогу над «Венецією». У п'ятому турі, у грі з «Фіорентиною», Тотті знову став головним героєм зустрічі: він взяв участь у всіх трьох голах своєї команди, а потім був видалений після бійки з Йоргом Гайнріхом. 17 січня Тотті забив два голи у ворота «Лечче», причому перший з них став одним з найшвидших у першості — Франческо забив його на першій хвилині зустрічі. 24 січня Тотті в черговий раз забив м'яч і зробив гольову передачу, завдяки чому його клуб переміг «Пьяченцу» з рахунком 2:1. Усього за чемпіонат Франческо забив 7 м'ячів і зробив 4 гольові передачі; клуб зайняв у чемпіонаті 6-те місце. За підсумками сезону Тотті був визнаний найкращим футболістом країни.

### 2000/01
Напередодні початку сезону 2000/01 років «Рома» придбала у «Фіорентини» Габріеля Батістуту, який разом з Марко Дельвеккіо й Тотті склав трикутник атаки римлян. Франческо забив у сезоні декілька важливих м'ячів: зокрема, зробив «дубль» на «Сан-Сіро» в матчі з «Міланом». У тому сезоні «Рома», перемігши «Парму» в останньому турі з рахунком 3:1 (перший м'яч забив Тотті), завоювала скудетто. На честь перемоги Франческо витатуював на правому плечі гладіатора. 19 серпня 2001 року Тотті виграв Суперкубок Італії: «Рома» обіграла «Фіорентину» з рахунком 3:0, а третій гол забив Франческо. Всього за сезон футболіст забив 16 м'ячів у 35 проведених матчах. Пізніше Ческо назвав цей сезон найкращим у своїй кар'єрі, сказавши, що «збулася його мрія».
У середині того ж сезону Ческо продовжив контракт з клубом на 4 роки, ставши одним з найвисокооплачуваніших футболістів світу.
За підсумками року Ческо був визнаний найкращим італійським футболістом у чемпіонаті, а також був одним з головних претендентів на «Золотий м'яч», але зайняв в опитуванні лише 5 місце, поступившись переможцю, Майклу Оуену, 119 балів. В опитуванні на найкращого гравця світу за версією ФІФА Ческо зайняв 10-те місце.

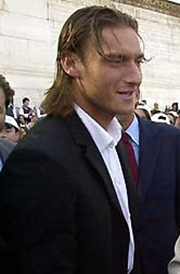
Тотті у 2002 році

### 2001/02
Старт наступного сезону вийшов для Ческо зім'ятим: у нього розпочалися болі в спині, і він був змушений пропустити декілька ігор. 1 вересня Франческо забив свій перший м'яч у сезоні, реалізувавши пенальті в грі проти мадридського «Реала» в Лізі чемпіонів. 23 вересня Тотті забив свій перший м'яч у чемпіонаті, вразивши ворота «Фіорентини». У жовтні Франческо ще двічі отримував травми.
Після 7-го туру Тотті, який був переведений головним тренером команди, Фабіо Капелло, на позицію форварда, сказав, що йому більше подобається грати «під нападниками». Капелло різко відповів, щоб футболіст не ліз у його справи. Незважаючи на ці слова, у наступній грі «Роми» (з «Лечче») Капелло поставив Тотті на позицію атакуючого півзахисника. У цьому матчі Ческо забив 2 м'ячі й потрапив у поперечину. 16 грудня Тотті забив єдиний гол у грі з «Міланом», знову граючи на позиції форварда; ця поразка стала першою для «россонері» при новому головному тренерові команди, Карло Анчелотті.
У тому ж сезоні Тотті був учасником бійки під час матчу Ліги чемпіонів з турецьким «Галатасараєм», за що отримав дискваліфікацію на два матчі. Всього в сезоні Тотті зіграв 36 матчів і забив 12 м'ячів. «Рома» зайняла друге місце в чемпіонаті, лише на очко відставши від чемпіона — «Ювентуса».

### 2002/03
У серпні 2002 року Тотті отримав серйозну травму коліна, через яку вибув з ладу на півтора місяці і пропустив початок сезону. Лише 20 вересня він знову з'явився на полі, вийшовши на заміну в грі з «Болоньєю». 24 вересня забив перший м'яч у сезоні, вразивши ворота «Модени» з пенальті. Після цієї гри у Тотті трапився конфлікт з Фабіо Капелло; він був пов'язаний з поганим мікрокліматом у команді, через що клуб невдало стартував у Серії А.
1 жовтня Тотті зробив свій перший хет-трик у Серії А, тричі забивши у ворота «Брешії». У наступній грі він зробив дубль, двічі вразивши ворота «Удінезе». Але через декілька днів після гри футболіст знову отримав травму. 30 жовтня Тотті знову вийшов на поле, у гостьовому матчі Ліги чемпіонів з мадридським «Реалом», де забив єдиний гол у матчі, принісши перемогу своїй команді; цей виграш став першим для італійських клубів на «Сантьяго Бернабеу» з 1967 року. Після цього Ческо забивав ще в двох матчах поспіль, але потім знову травмувався і певний час не виступав. 1 грудня Тотті отримав червону картку в грі з «Ювентусом» за розмови з арбітром. Незабаром Франческо в черговий раз за сезон отримав травму.
3 лютого 2003 року Тотті, штатний пенальтист «Роми», вперше за довгий час не реалізував пенальті. 26 лютого забив два голи у ворота «Валенсії» і зробив гольовий пас, таким чином розпочавши розгром іспанського клубу — 3:0; після матчу вболівальники іспанського клубу нагородили Ческо оплесками. 11 березня в грі з лондонським «Арсеналом» Тотті вдарив по обличчю гравця суперника Мартіна Кіоуна, за що був видалений з поля. У квітні Ческо забив свій 14-й м'яч у Серії А, встановивши особистий рекорд за кількістю м'ячів, забитих ним у чемпіонаті.
За підсумками сезону «Рома» зайняла 8-ме місце в чемпіонаті і вийшла у фінал Кубка Італії, але там програла «Мілану» із загальним рахунком 3:6 (всі голи у «Роми» забив Тотті). Франческо провів на полі 35 матчів, у яких забив 20 м'ячів. Після закінчення сезону визнаний найкращим гравцем в Італії за обома версіями.

### 2003/04
Початок сезону 2003/04 років знову вийшов для Тотті невдалим — як і рік тому він отримав травму. Але вже в другому турі футболіст вийшов на поле і забив, двічі вразивши ворота «Брешії». 25 грудня Тотті зробив другий дубль у сезоні, забивши «Емполі» і принісши перемогу своїй команді з рахунком 2:0. За підсумками першого кола Серії А Ческо забив 11 м'ячів, зайнявши другу позицію в списку найкращих бомбардирів. Взимку розпочалися розмови про перехід Франческо в лондонський «Челсі», проте сам футболіст сказав, що нічого не знає про можливий трансфер.
23 січня Тотті зробив третій дубль у сезоні, вразивши ворота «Сампдорії». У березні на дербі «Роми» з «Лаціо» сталася бійка; представники найактивніших уболівальників «джалороссі» насамперед підійшли до Ческо й попросили його відвести гравців клубу з поля, що він і зробив, сказавши: «Якщо ми будемо грати, нас розірвуть на частини». 6 травня Тотті зробив четвертий дубль у сезоні, як і в першому колі двічі засмутивши воротаря «Емполі». Всього він забив у чемпіонаті 20 м'ячів, встановивши особисте досягнення.
Разом з «Ромою» Франческо вдруге виграв срібні медалі національного чемпіонату, а потім був визнаний Guerin Sportivo найкращим гравцем першості. У тому ж сезоні розпочалися переговори про можливу покупку «Роми» російськими бізнесменами; на це Тотті відреагував так: «Не знаю, які плани і можливості нашого президента Франко Сенсі. У будь-якому випадку для мене головне, щоб „Рома“ залишалася тим грандом, яким є сьогодні. Якщо в цьому можуть допомогти ті ж самі росіяни, про яких зараз стільки говорять, Бог їм на допомогу. Аби вони лише розмовляли італійською й не шкодували на клуб грошей».

### 2004/05
Влітку 2004 року проходили переговори Тотті й мадридського «Реала» щодо переходу Франческо в стан королівського клубу. Сам гравець не був проти виїхати до Іспанії, якщо «Рома» не зможе постати в сезоні клубом, який готовий боротися за «скудетто».
На початку сезону «Рома» потрапила в неприємну ситуацію: у матчі Ліги чемпіонів з київським «Динамо» вболівальники римської команди закидали поле і арбітра зустрічі, Андерса Фріска, дрібними предметами; за це «Ромі» було зараховано технічну поразку 0:3. Після матчу Тотті звинуватив арбітра зустрічі в упередженості до гравців «джалороссі». 27 вересня Франческо забив перший м'яч у сезоні, вразивши ворота «Болоньї»; у тій же грі він свідомо наступив на гравця суперника, який упав, за що отримав жовту картку. 3 жовтня Тотті забив свій 100-й м'яч у Серії А, вразивши ворота «Інтера» ударом зі штрафного. У листопаді 2004 року Ческо черговий раз зіграв грубо, стрибнувши обома ногами на Карстена Рамелова, який лежав на полі. 2 грудня Тотті забив 2 м'ячі у ворота «Сієни», а 19 грудня забив свої 107 і 108 м'ячі за «Рому», які зробили його найкращим бомбардиром в історії римського клубу: він випередив Роберто Пруццо. Усього в сезоні 2004/05 років Тотті провів 40 матчів і забив 16 м'ячів; «Рома» зайняла 8 місце в чемпіонаті і вийшла у фінал Кубка країни, де програла з рахунком 0:1 «Інтеру».
У січні Тотті став учасником неприємного епізоду: у матчі Кубка Італії з клубом «Сієна» тіффозі римського клубу після голу запалили димові шашки. Тотті спробував заспокоїти вболівальників, але ті лише освистали його. На це Франческо сказав, що подібна поведінка фанатів може послужити причиною його відходу в майбутньому.

### 2005/06
Незважаючи на січневі слова, у червні 2005 року Тотті продовжив контракт з «Ромою», підписавши його на 5 років зі щорічною виплатою 5,4 млн євро, а виплата податків із заробітної плати Тотті лягла на клуб. Влітку того ж року «Рому» очолив Лучано Спаллетті. Він одразу ж розпочав перебудову гру клубу, змінивши схему на 4-2-3-1, з двома вінгерами і одним атакуючим півзахисником в особі Тотті. У 9-му турі чемпіонату Франческо став учасником сутички з Хуаном Вероном під час матчу з міланським «Інтером», за що отримав червону картку.
У січні 2006 року, вражений грою Франческо в матчі з «Ліворно», у якому Тотті забив 2 м'ячі, Пеле на Всесвітньому економічному форумі в Давосі назвав його найкращим гравцем світу. У тому ж сезоні, 19 лютого на 7-ій хвилині гри з «Емполі», Тотті був збитий захисником «адзурі» Рікардом Ванільї, невдало впав й отримав тріщину малої гомілкової кістки і розтягнення зв'язок гомілкостопу. Футболістові була вставлена в ногу металева пластина. Спочатку навіть передбачалося, що травма може перешкодити Тотті взяти участь у чемпіонаті світу. Під час періоду реабілітації футболіста відвідав прем'єр-міністр Італії Сільвіо Берлусконі, який вирішив підтримати гравця. Однак через 3 місяці, завдяки інтенсивному лікуванню П'єра-Паоло Мар'яні, який випробував всі методики, Франческо зміг відновиться після травми. Він вийшов на поле у фіналі Кубка Італії, проте його команда програла з рахунком 1:3 «Інтеру».

### 2006/07

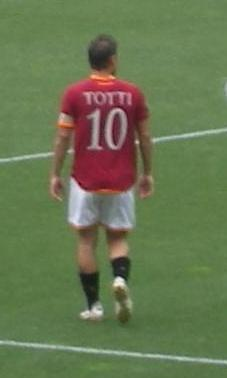
Тотті в сезоні 2006/07 років

Початок сезону 2006/07 років вийшов для Тотті вдалим — він забив у 20 матчах 13 м'ячів, ставши найкращим бомбардиром Серії А, при тому, що один раз не реалізував пенальті. Серед цих м'ячів двічі Тотті забив у ворота «Сампдорії».
У тому ж сезоні Тотті відмовився бути факелоносцем олімпійського вогню через те, що його довелося б нести вдвох з гравцем «Лаціо» Паоло Ді Каніо.
21 січня Тотті був видалений після бійки з гравцем суперника і демонстративної відмови підійти до судді й отримати жовту картку; більш того, він, йдучи з поля, штовхнув на газон свого особистого тренера та друга Віто Скалу, який намагався заспокоїти форварда. 11 лютого 2007 року Тотті забив свій 139-й м'яч у Серії А, ставши найрезультативнішим гравцем серед діючих футболістів. Навесні Франческо пропустив декілька ігор через запалення сідничного нерва й травми ноги. 29 квітня Тотті встановив рекорд за кількістю матчів у принциповому дербі «Рома» — «Лаціо», побивши досягнення Гвідо Мазетті, гравця «Роми» 1930-х років.
Усього в сезоні Тотті забив 31 м'яч, побивши свій власний гольовий рекорд; при цьому 6 раз не реалізовував пенальті. Разом з «Ромою» Тотті дійшов до 1/4 фіналу Ліги чемпіонів, де римляни були розгромлені клубом «Манчестер Юнайтед» з рахунком 1:7, незважаючи на передматчеві запевнення Тотті, що ця гра для нього важливіша за фінал чемпіонату світу. У тому ж році команда перемогла в Кубку Італії, а Тотті за свої гольові успіхи отримав не тільки титул найкращого бомбардира чемпіонату Італії, а й «Золоту бутсу» найкращого бомбардира європейських першостей. Завоювати цей титул йому допоміг останній тур, у якому він випередив Руда Ван Ністелроя завдяки двом голам у ворота «Мессіни». Після нагородження Тотті сказав: «Рік тому багато хто вважав, що моя кар'єра закінчена. Я отримав травму, і всі думали, що мене запросили до збірної лише за ім'я. Зараз я можу сказати, що всі ці чутки принесли мені удачу. Я чемпіон світу, виграв з „Ромою“ Кубок Італії і став володарем „Золотої бутси“». Незважаючи на цей успіх, в опитуванні на володаря «Золотого м'яча» Тотті зайняв лише 10-те місце, набравши 20 голосів. 19 серпня 2007 року Тотті виграв свій другий у кар'єрі Суперкубок Італії.

### 2007/08
На початку сезону 2007/08 років Тотті висловився в тому ключі, що «Рома» повинна зайняти місце серед 4 кращих клубів Італії, що дозволило б їй вийти в Лігу чемпіонів. На початку сезону Тотті отримав травму в матчі Ліги чемпіонів з лісабонським «Спортінгом» і не виступав місяць. Потім він повернувся на поле і знову став забивати, але незабаром знову травмувався. 16 січня 2008 року Ческо забив два м'ячі в поєдинку Кубка Італії з «Торіно», довівши кількість своїх м'ячів за «Рому» до 200. 28 січня в 5-й раз в кар'єрі став найкращим італійським футболістом у Серії А, а також володарем рекордних 11 призів Оскара дель Кальчо. 27 лютого побив черговий рекорд «Роми»: він зіграв 387 матчів у Серії А, випередивши Джакомо Лозі, гравця римлян 1960-х років. Гостьовий матч з «Наполі», зіграний 9 березня, став для Тотті 500-ю грою в складі «джалороссі».
29 березня Франческо отримав чергову травму, надірвавши двоголовий м'яз стегна в зустрічі з «Кальярі». Він повернувся на поле на початку квітня в грі з «Удінезе», де відзначився образою арбітра зустрічі, за що був оштрафований на 12 тисяч євро. 19 квітня в матчі з «Ліворно» Тотті отримав третю в сезоні травму — розрив хрестоподібних зв'язок. Наступного дня він був прооперований у клініці Вілла Стюард. Через це пошкодження Франческо залишився без футболу на 4 місяці. У травні Франческо був оштрафований ще на 10 тис. євро за критику на адресу «Інтера», який він звинуватив у тому, що судді постійно надають йому допомогу. У тому сезоні «Рома» знову виграла Кубок Італії; Тотті в грі не брав участі, але вийшов на церемонію нагородження та першим підняв у повітря виграний клубом трофей. Також, після закінчення сезону, Франческо отримав приз «Срібний м'яч», який вручається в Італії футболістові, який продемонстрував найкращі зразки фейр-плей.

### 2008/09

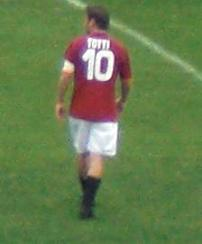
Тотті в сезоні 2008/09 років

Напередодні початку наступного сезону Тотті відновився від пошкодження і зіграв кінцівку матчу на Суперкубок Італії. У тій грі, яка завершилася внічию 2:2, він не забив вирішальний післяматчевий пенальті, потрапивши в поперечину. У результаті трофей дістався суперникові «Роми», «Інтеру». Початок сезону Тотті пропустив через рецидив травми, який стався в матчі Суперкубка. До середини першого кола чемпіонату Ческо повернувся на поле. 8 листопада він зіграв свій 400-й матч у Серії А, а 14 грудня забив 170-й гол, вразивши ворота «Кальярі». Через сім днів отримав розтягнення чотириглавого м'язу стегна і вибув з ладу на 2 місяці.
Лише в лютому Тотті відновився від пошкодження. Незважаючи на ряд проведених ігор, коліно продовжувало боліти. 19 квітня 2009 року, забивши два м'ячі в ворота «Лечче», Тотті став найрезультативнішим гравцем в історії «Роми», випередивши Амедео Амадеї, й увійшов до десятки найрезультативніших гравців Серії А. 31 травня Франческо забив свій 178-й гол у Серії А, зійшовши на 9-й рядок у списку найкращих бомбардирів Серії А в історії; він випередив за цим показником Джамп'єро Боніперті.

### 2009/10
28 липня 2009 року, у віці 32-х років і 10-ти місяців, Тотті повідомив, що продовжив контракт з «Ромою» на 5 років, по ньому він став би отримувати 5 млн євро річних. Також контракт містив пункт, за яким футболіст після завершення контракту отримав посаду керуючого в «Ромі». Однак клуб повідомив, що контракт з нападаючим підписаний не був. У першій грі сезону, яка пройшла в рамках кваліфікації Ліги Європи, Тотті забив два м'ячі у ворота «Гента», а в матчі-відповіді оформив хет-трик, «Рома» виграла протистояння 7:1. Пізніше Тотті зробив ще один хет-трик, цього разу вразивши ворота «Кошиць». Незважаючи на голи Тотті, «Рома» виступала невдало, і головний тренер команди, Лучано Спаллетті, був звільнений. Його місце зайняв Клаудіо Раньєрі. Тієї ж осені Тотті став турбувати біль у спині, а потім він отримав рецидив старої травми правого коліна, через яку пропустив декілька ігор.
26 жовтня Тотті переніс операцію на правому коліні. 22 листопада, у матчі 13-го туру чемпіонату з «Барі», вперше після операції, повернувся на поле; у тій грі забив 3 голи, принісши перемогу «Ромі» з рахунком 3:1. Після гри Тотті сказав: «Давайте, скажіть, що я закінчив з великим футболом! Тепер, сподіваюся, вони будуть повторювати цю фразу, адже вона приносить мені удачу. Давайте й надалі говорите, що я закінчив з великим футболом! Це все, що я скажу сьогодні, тому що занадто просто давати інтерв'ю після хет-трику. Піду-но я додому». 17 грудня Тотті все ж продовжив контракт з «Ромою» до 2014 року з заробітною платою в 8,9 млн євро в перший сезон і по 8,6 млн в наступні; після підписання він сказав: «Я — джаллороссі і залишуся з „Ромою“ назавжди. Підписання цього контракту стало здійсненням моєї мрії. Я б хотів подякувати сімейству Сенсі за допомогу і підтримку навіть у найважчі моменти. Були часи, коли мене хотіли вижити з клубу і міста. Але Франко Сенсі завжди був на моєму боці, він був мені другим батьком. Я ніколи цього не забуду».
У грі 17-го туру з «Пармою» Тотті знову отримав травму коліна, проте вона виявилася несерйозною. У римському дербі з «Лаціо», у якому «Рома» виграла 2:1, Тотті показав вболівальникам «Лаціо» непристойний жест, два опущених вниз великі пальці, традиційно означають в Італії кару; сам Франческо сказав, що не хотів нікого образити. За свій вчинок Ческо був оштрафований на 20 тис. євро.
5 травня, у фіналі Кубка Італії, у якому «Рома» програла «Інтеру» з рахунком 0:1, Тотті був видалений з поля за дві жовті картки. Друге попередження він отримав за удар ззаду по ногах Маріо Балотеллі; після гри Балотеллі сказав, що Тотті назвав його «брудним негром», Ческо відповів, що ніколи не був расистом і нічого такого не говорив, а вдарив Балотеллі у відповідь на його образи. Цікаво, що за рік до інциденту Франческо висловлювався про Балотеллі в тому ключі, що слід «дати йому урок хороших манер». За свій вчинок Тотті був дискваліфікований на 4 гри.
На останньому матчі сезону, проти «Кальярі», вболівальники «джалороссі» на трибунах надягли безліч футболок «Роми» з прізвищем Тотті, відмовившись від будь-яких інших. Щоб підтримати свого капітана, вони разом співали «Є тільки один капітан». У цій зустрічі Франческо забив два м'ячі.

### 2010/11

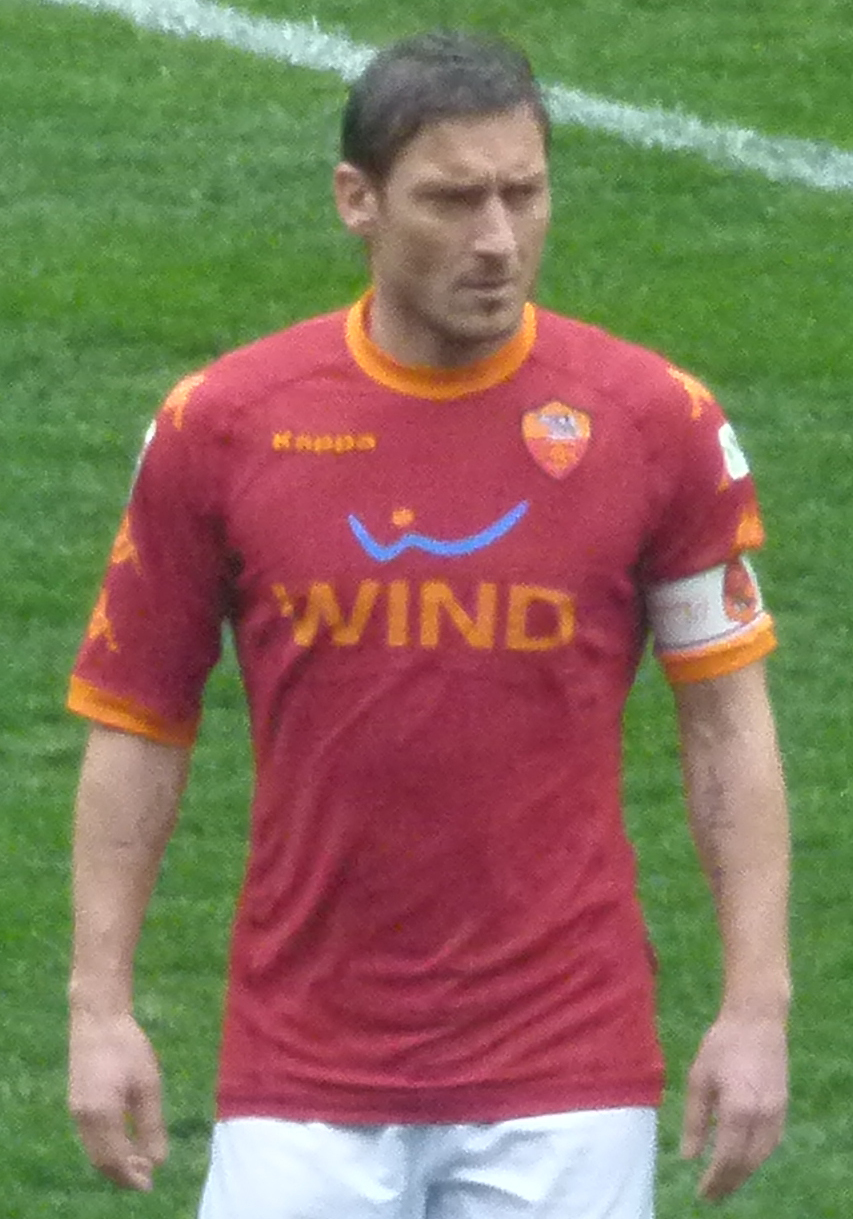
Тотті у квітні 2011 року

Напередодні початку сезону 2010/11 років Тотті поставив мету обійти Роберто Баджо в списку найкращих бомбардирів в історії Серії А. Також він був упевнений в успішному виступі свого клубу в сезоні. У вересні Тотті розкритикував головного тренера клубу Клаудіо Раньєрі, що той прищеплює команді невластивий їй стиль гри — катеначчо, проте пізніше Тотті повідомив, що в гравця і тренера немає і не було конфліктів. Причиною непорозуміння футболіста і тренера став невдалий виступ команди на початку сезону: у чемпіонаті вона програла 3 матчі з шести, потрапивши в зону вильоту. Після цього Ческо сказав, що якщо його вважають винуватцем поганої гри «Роми», то він добровільно готовий розлучитися зі своїм місцем у стартовому складі. У жовтні Тотті був оштрафований на 10 тисяч євро за критику арбітрів після матчу з «Брешією», звинувативши суддів в упередженості. 30 жовтня в грі з «Лечче» Франческо був видалений з поля після конфлікту з гравцем команди суперника Рубеном Оліверою; сам Олівера сказав, що Тотті видалення не заслуговував. За свій вчинок Ческо був оштрафований на 20 тис. євро.
У листопаді Тотті забив переможний м'яч у матчі Ліги чемпіонів з мюнхенською «Баварією», при цьому джалороссі програвали по ходу зустрічі 0:2. 8 грудня Ческо в підтрибунному приміщенні посварився з партнером по команді, Ніколасом Бурдіссо: «Насправді нічого серйозного не було. Мала місце маленька дискусія, однак це не страшно, бо такі ситуації у футболі трапляються часто. Він аргентинець, а я римлянин. Так що розмова відбулася між двома сильними особистостями». У середині сезону Ческо декілька разів не виходив на поле, через що в нього знову виникло невдоволення діями Раньєрі, що випустив його на останніх хвилинах матчу з «Сампдорією». Сам Тотті сказав, що розчарований, але поважає рішення тренера. Трохи пізніше тренер, футболіст і президент клубу обговорили ситуацію, яка склалася; Ческо пояснив: «Звичайно, я розумію рішення керівництва клубу і тренера. У мене вже відбулася розмова з ними. Ми обговорили ситуацію, яка склалася. Важливо, коли ти відчуваєш підтримку. Моє майбутнє в „Ромі“? Давайте думати про сьогодення, а потім побачимо, що буде. Можу повторити, мені дуже сумно, коли я приїжджаю на тренування. За воротами бази у мене все нормально». 22 січня, вперше після довгої перерви, Франческо забив м'яч, реалізувавши пенальті в матчі з «Кальярі».
27 лютого 2011 року Франческо провів свій 600-й матч за «Рому»; у ньому команда зіграла внічию 2:2 з «Пармою», а сам Тотті забив м'яч, реалізувавши пенальті. 13 березня Тотті забив два м'ячі, принісши перемогу своїй команді в дербі з «Лаціо». 10 квітня Тотті знову зробив «дубль», забивши два м'ячі у ворота «Удінезе». 1 травня Франческо забив два м'ячі у ворота «Барі» і випередив Роберто Баджо по кількості голів у серії А. Після цієї гри Тотті дав інтерв'ю в майці з написом «Король Риму живий!»; у ньому він сказав: «Я знаю, що можу дати команді. Це ніколи не вичерпається. Радий побити черговий рекорд і сподіваюся продовжувати в тому ж дусі».

### 2011/12
Напередодні початку сезону 2011/12 років власник «Роми» Томас ді Бенедетто сказав про Франческо: «Тотті — надзвичайно важливий футболіст для „Роми“. Можливо, він найвеличніший гравець „Роми“ за останні 50 років. Він — частина історії Риму. Сподіваємося, що він буде радувати уболівальників ще багато років. Такий футболіст зобов'язаний бути на полі».
На початку сезону Тотті регулярно виходив у стартовому складі команди. Новий головний тренер «Роми», Луїс Енріке, бачив у ньому центральну фігуру, навколо якої він зміг би будувати гру. Однак у Тотті з наставником трапився конфлікт, який призвів до того, що Франческо опинився на лаві запасних. Пізніше конфлікт був погашений. У жовтні Франческо пошкодив м'язи правого стегна і вибув з ладу на місяць. Тільки відновившись після першої травми і відігравши лише 23 хвилини в матчі з «Лечче», Франческо отримав другу, пошкодивши м'язи лівої щиколотки. 12 грудня він знову вийшов на поле в матчі з «Ювентусом», де зробив гольову передачу і не реалізував пенальті; зустріч завершилася внічию 1:1. Після матчу він заявив, що можливо йому вже пора піти з команди. Наступного дня Франческо різко поміняв свою думку: «Я можу підтвердити, що декілька разів до мене на вулицях підходили люди і ображали мене, причому вони не були фанатами „Лаціо“. Але я хочу всіх заспокоїти: я залишаюся в „Ромі“. Можливо, ті слова були сказані зопалу».
8 січня 2012 року в матчі з «К'єво» Тотті зробив дубль, двічі реалізувавши пенальті; ці м'ячі стали першими, забитими ним у чемпіонаті країни з 22 травня 2011 року. Тотті відсвяткував перший гол, продемонструвавши майку з написом «Вибачте за запізнення», а другий м'яч він присвятив своїм дітям, імітувавши смоктання соски. 21 січня 2012 року Тотті забив два м'ячі в поєдинку з «Чезеною», що дозволило йому перевершити результат Гуннара Нордаля за кількістю м'ячів, забитих у серії А за один клуб. 5 травня Тотті зробив «дубль» у матчі з «Катанією»; зустріч завершилася внічию 2:2, а сам Тотті взяв на себе провину через те, що не реалізував у матчі пенальті. Ця нічия залишила «Рому» без участі в єврокубкових турнірах наступного сезону.

### 2012/13
Влітку 2012 року «Рому» очолив Зденек Земан, з яким Тотті працював 13 років тому. Новий головний тренер дуже обережно відгукнувся про роль Франческо в команді. Сам футболіст також був обережний у висловлюваннях, сказавши, що він «готовий до всього».

У серпні Тотті отримав травму гомілковостопного суглоба, яка виявилася несерйозною. 2 вересня, у другому турі національної першості проти «Інтернаціонале», Франческо зробив два гольових паси, що допомогло «Ромі» здобути перемогу в принциповому матчі. Свій перший гол у чемпіонаті Тотті забив у п'ятому турі у ворота «Сампдорії», однак це не допомогло римському клубу добитися перемоги — 1:1. Другий м'яч у Серії А Тотті забив також у ворота генуезької команді — «Дженоа». Матч закінчився перемогою «Роми» — 4:2. 8 грудня, у матчі проти «Фіорентіни» (4:2), Тотті відзначився дублем і двома результативними передачами, взявши участь у всіх голах своєї команди. 1 лютого, у поєдинку 23-го туру проти «Кальярі» (2:4), Тотті забив один з двох м'ячів команди. Після цієї невдачі, а також серії незадовільних результатів у цілому, керівництво «Роми» ухвалило рішення звільнити Земана. Виконуючим обов'язки головного тренера «Роми» став член тренерського штабу Ауреліо Андреаццолі. 16 лютого Тотті забив єдиний м'яч у поєдинку проти лідера чемпіонату — «Ювентуса». Після гри Ческо відзначив своїх партнерів по команді, заявивши, що гравці віддають на полі всі сили. 3 березня, у грі 27-го туру проти «Дженоа», Тотті забив гол, який став для нього 225-м у Серії А. За цим показником він зрівнявся з Гуннаром Нордалем і вийшов на друге місце в списку найрезультативніших гравців в історії Серії А. Також у тому матчі Франческо віддав дві результативні передачі, що допомогло «Ромі» здобути перемогу з рахунком 3:1. Після історичного матчу Тотті зазначив:
|  | Я хотів забити цей гол за всяку ціну і зробив це перед рідними вболівальниками. Щасливий, що мені вдалося домогтися такого важливого досягнення, що є моїм проявом любові до футболку «Роми». |

17 березня, забивши м'яч у ворота «Парми», Тотті вийшов на чисте друге місце за кількістю голів у вищій лізі італійського футболу. 8 квітня Тотті забив єдиний м'яч «Роми» в римському дербі проти «Лаціо», реалізувавши одинадцятиметровий удар. Гол дозволив «вовкам» уникнути поразки — 1:1. Тотті повторив рекорд Діно да Кости і Марко Дельвеккіо за кількістю м'ячів, забитих у римських дербі (9 голів). Після закінчення матчу Франческо зазначив: 
|  | «Звичайно, я прагнув домогтися цього досягнення. Це мій найпрекрасніший рекорд, однак набагато більше я хотів би перемогти в цьому матчі». |

### 2013/14

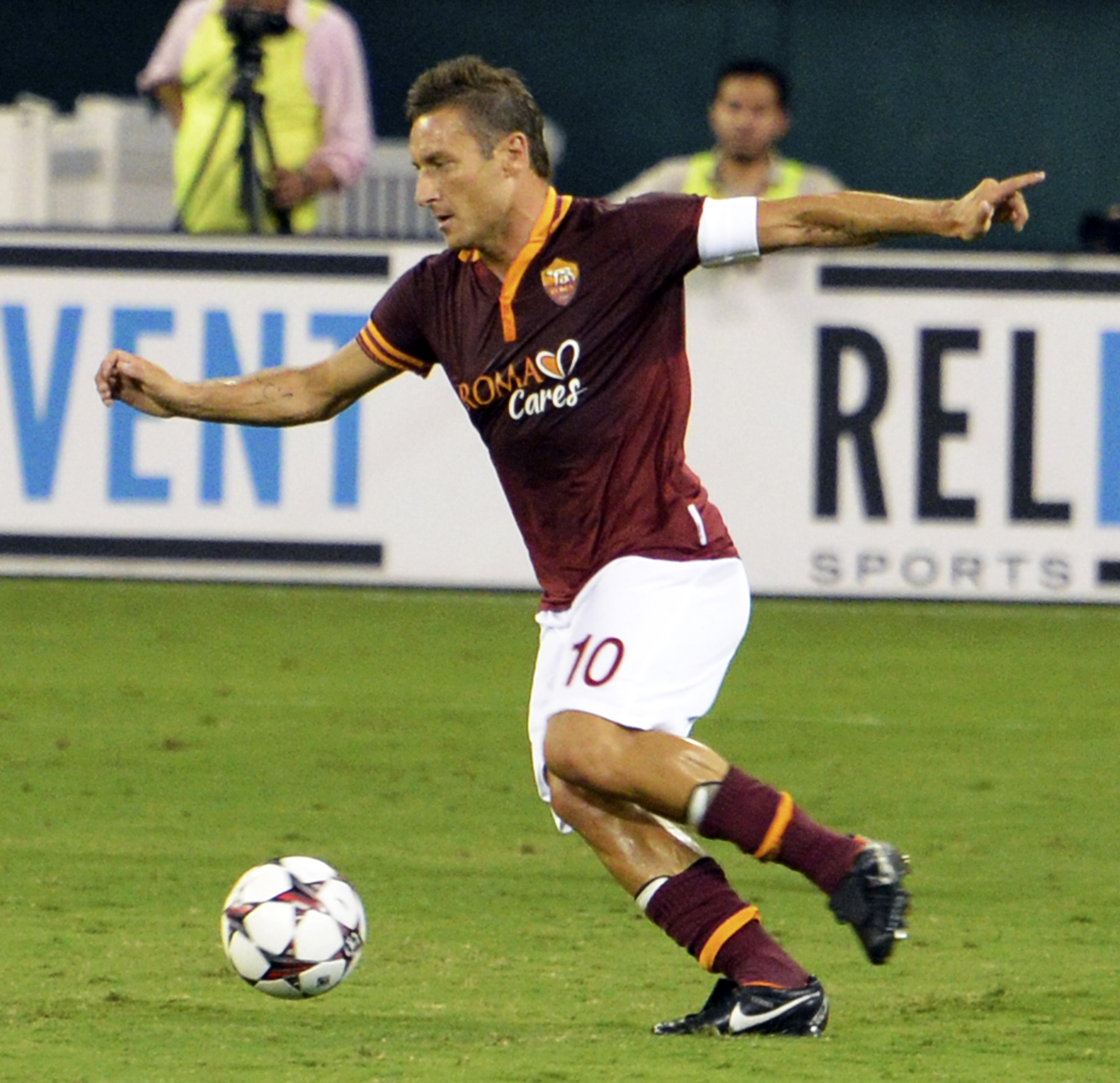
Франческо Тотті в передсезонному матчі проти «Челсі».

Влітку 2013 року в «Рому» прийшов новий головний тренер Руді Гарсія. Тотті став діяти як фальшива дев'ятка, відтягуючись глибше, щоб забирати м'ячі і давати більше простору для вінгерів. 20 вересня 2013 року «Рома» оголосила, що Франческо підписав новий контракт, який діятиме до червня 2016 року, на той час йому вже буде 39 років.
Перший свій гол у чемпіонаті Італії 2013/14 Тотті забив у грі 3-го туру проти «Парми», а за перші 6 турів чемпіонату 6 разів асистував партнерам. У 7-му турі «Рома» обіграла з рахунком 3:0 на виїзді «Інтернаціонале», завдяки дублю Ческо і голу Флоренці. У наступному турі 18 жовтня в грі проти «Наполі» Тотті травмує стегно і вибуває на 2 місяці. 20 листопада він отримав премію «Капітан капітанів» асоціації Editutto і Baker Tilly Revisa.
Наступний м'яч Франческо забив тільки в 2014 році, у поєдинку 19-го туру проти «Дженоа». Через два тижні Тотті забив у ворота «Верони» з пенальті. 12 лютого, і знову в матчі з «Наполі», цього разу кубковому, він отримав м'язову травму. Повернення на поле відбулося 17 березня в матчі проти «Удінезе», де Тотті зміг відзначитися забитим м'ячем і результативною передачею. 25 березня в матчі проти «Торіно» Тотті зіграв свій 700-й матч за «Рому» у всіх турнірах. 2 квітня в матчі 22-го туру Франческо знову зміг забити «Пармі». Тим самим він встановив новий рекорд як гравець, який зумів забити найбільше м'ячів у ворота «джалоблу» — 20 (19 у Серії А і 1 у Кубку Італії).
Сезон 2013/14 років Тотті закінчив з 8 голами (останній гол він забив у ворота «Катаньї», якій «Рома» програла з рахунком 1:4) і 10 гольовими передачами, що дозволило йому стати одним з найкращих асистентів чемпіонату, а клубу знову, через 4 сезони, потрапити в найпрестижніший клубний турнір Європи.

### 2014/15
30 вересня, через 3 дні після свого чергового дня народження, Франческо забив перший м'яч у сезоні. Це сталося у виїзній грі 2-го туру Ліги чемпіонів проти «Манчестер Сіті», де він зрівняв рахунок — 1:1. Гол став рекордним як забитий найстаршим футболістом, який зумів відзначитися в турнірі — Тотті було 38 років і 3 дні. Окрім цього, ефектна підсічка над лежачим Гартом була визнана найкращим голом 2-го туру на сайті турніру. У чемпіонаті Італії Франческо зміг відзначитися забитим м'ячем у грі 6-го туру проти «Ювентуса» з пенальті. У наступному турі Тотті забив у ворота «К'єво». 25 листопада в матчі Ліги чемпіонів у Хімках проти ЦСКА, який проходив без глядачів, Ческо переписав свій рекорд найстаршого бомбардира (тепер він становить 38 років і 59 днів), забивши красивий м'яч прямим ударом зі штрафного. Гол був знову номінований на звання найкращого в турі. 11 січня 2015 року Тотті оформив дубль у римському дербі, який врятував «Рому» від поразки, після чого відзначився ще одним незабутнім святкуванням голу, зробивши селфі на тлі «Курви Суд». Другий забитий ним м'яч у цьому матчі був визнаний найкращим голом сезону на офіційному сайті клубу. За другу половину сезону Тотті зумів відзначитися ще чотири рази, всього за сезон на рахунку Il Capitano виявилося 10 голів і 8 результативних передач.

### 2015/16
20 вересня 2015 року в матчі 4-го туру Серії A проти «Сассуоло» (2:2) відзначився забитим м'ячем. Цей гол став для Тотті 300-м у складі «Роми» у всіх турнірах. 6 днів по тому, напередодні свого 39-річчя, Тотті вийшов на заміну в перерві матчу з «Карпі», який для «римлян» вдало складався, а вже через декілька хвилин у контратаці допоміг забити команді 4-й м'яч, однак, цей момент був затьмарений черговою травмою — Франческо пошкодив підколінне сухожилля і вибув на невизначений термін.
Тотті повернувся на поле вже в новому році, 9 січня вийшовши на заміну в домашній грі з «Міланом», заключній у першому колі чемпіонату і для Руді Гарсії біля керма «Роми». Йому на зміну прийшов Лучано Спаллетті, який через 6,5 років застав зі своєї колишньої команди тільки двох капітанів — Тотті й Де Россі. 20 квітня 2016 року вийшовши на заміну на 86-й хвилині в матчі з «Торіно», у якому «Рома» програвала 1:2, Тотті на 87-й хвилині зрівнює рахунок, а на 89-й забив з пенальті, принісши команді перемогу з рахунком 3:2.

### 2016/17
11 вересня 2016 року вийшов на поле в матчі 3-го туру чемпіонату Італії проти «Сампдорії» (3:2). Таким чином, зіграв за «Рому» в 25-му сезоні Серії A і повторив рекорд колишнього гравця «Мілана» Паоло Мальдіні. Забив м'яч, ставши першим гравцем, якому вдалося забити в 23-му сезоні Серії A поспіль. 20 жовтня зіграв у матчі Ліги Європи з віденською «Аустрією»; цей матч став 100-м, проведеним нападником у єврокубках. У листопаді Франческо отримав травму — розтягнення м'яза стегна й пропустив декілька матчів.
15 квітня Тотті зіграв свій 615-й матч у серії А, вийшовши на третє місце за всю історію турніру. У травні спортивний директор «Роми» розповів, що після закінчення сезону Тотті завершить ігрову кар'єру і займе місце директора, уклавши шестирічний контракт.

28 травня 2017 року Ческо провів останній матч за «Рому», вийшовши на поле на 54-й хвилині зустрічі. У ньому його команда обіграла «Дженоа» з рахунком 3:2 і зайняла друге місце в чемпіонаті країни. Після закінчення гри Франческо зробив коло пошани й заплакав.
|  | Ось ми й підійшли до цього моменту. На жаль. Сподівався, що це ніколи не відбудеться. В останні дні про мене було сказано багато хорошого. Ви підтримували мене під час важких моментів, тому хочу подякувати вам за це. Я плакав, як божевільний! Не можна просто взяти й забути всі ці роки. Я дякую всім. Неможливо переказати 28 років у декількох фразах. Хотів би зробити це піснею або поемою, але я не дуже сильний у цьому. Намагався пояснити це за допомогою своїх ніг, тому що це здається мені більш простим способом. Чорт забирай, час! Він пролетів так швидко з перемоги в чемпіонаті Італії 17 червня 2001 року. Тоді я не міг дочекатися фінального свистка арбітра. Спогад про це до сих пір викликає у мене мурашки. Тепер час прийшов, поплескав мене по плечу і сказати, що завтра мені пора подорослішати. Мені подобається думати про свою кар'єру як про казку. А сьогодні її найгірша частина. Тепер дійсно все скінчено. Я зніму футболку в останній раз й акуратно її покладу. Навіть якщо мені доведеться з цим змиритися, я не готовий сказати, що все скінчено, і, можливо, ніколи не буду готовий. |

7 червня 2017 року Ческо повідомив, що остаточного рішення про завершення кар'єри ще не ухвалив. Але вже 17 липня 2017 року стало відомо, що Тотті все ж завершив кар'єру гравця:
|  | Я закінчив першу частину свого життя — кар'єру гравця. Тепер починається не менш важлива стадія — я буду директором «Роми» і сподіваюся зробити для клубу не менше, ніж зробив на полі. Я ніколи не хотів піти з футболу в день завершення ігрової кар'єри. Я буду доступний для кожного — від молодих гравців і до президента. Що буде написано на моїй візитній картці? Франческо Тотті, «Рома». |

## Кар'єра в збірній
Тотті розпочав міжнародну кар'єру з наймолодшого віку, у якому змагаються національні команди. Зі збірною U-18 він у 1995 році став віце-чемпіоном Європи. У фіналі цього турніру, у якому італійці програли Іспанії з рахунком 1:4, Тотті забив єдиний м'яч своєї команди. Наступного року став чемпіоном Європи зі збірною U-21. У півфіналі він забив м'яч у грі проти Франції, реалізувавши перший і останній у матчі гольовий момент. У фіналі турніру Італія знову грала зі збірною Іспанії; матч завершився з рахунком 1:1, а в серії пенальті «Скуадра Адзурра» виявилася сильнішою (Франческо свій пенальті реалізував). У 1997 році Тотті виграв у складі збірної U-23 Середземноморські ігри. У турнірі Італія обіграла Туреччину з рахунком 5:1, а Ческо відзначився 2-ма голами, всього ж на турнірі він 5 разів вражав ворота суперників.

Тотті після завершення фіналу Євро-2000

Незважаючи на вдалі дії в складі молодіжних збірних і в чемпіонаті країни, Франческо не користувався підтримкою головного тренера першої збірної, Чезаре Мальдіні, який не взяв футболіста на чемпіонат світу 1998 року. Тотті дебютував у збірній лише після відходу Мальдіні, 10 жовтня 1998 року в матчі зі Швейцарією, замінивши на 70-ій хвилині Алессандро Дель П'єро. У наступній грі, з Іспанією, Франческо вперше вийшов у стартовому складі «Скуадри Адзурри», отримавши шанс через травми Дель П'єро й Казірагі. 29 березня 1999 року Тотті відзначився першою результативною дією в складі національної команди — віддав гольовий пас на Антоніо Конте, який приніс перемогу Італії над збірною Данії. 26 квітня наступного року Ческо забив свій перший м'яч за збірну, вразивши ворота Португалії.
У 2000 році Тотті поїхав у складі збірної на чемпіонат Європи. Напередодні турніру футболіста розглядали як одного з чотирьох кандидатів на місце другого форварда на допомогу Філіппо Індзагі. У першій зустрічі з Туреччиною Франческо вийшов у стартовому складі й провів на полі 83 хвилини, зробивши декілька гострих передач: зокрема, після його пасу на Індзагі, форвард був збитий у штрафному, заробивши пенальті. У матчі з Бельгією Франческо відзначився забитим м'ячем, проте досить часто помилявся в передачах. У третьому матчі групи Тотті участі не брав, але вийшов у чвертьфіналі й знову забив. У півфіналі Італія грала з Нідерландами. Тотті, який програв конкуренцію за місце в складі Алессандро Дель П'єро, вийшов на поле на 82-ій хвилині зустрічі, замінивши Стефано Фйоре, і забив післяматчевий пенальті. Франческо виконав пенальті ударом у стилі Антоніна Паненки. Після гри його запитали: «Ви розумієте, що в разі промаху вам було б краще не повертатися в Рим?», На що він відповів: «Але я ж забив!». Напередодні фіналу з Францією італійська громадськість обговорювала можливість випустити разом Тотті і Дель П'єро, зокрема, Арріго Саккі сказав, що це «може стати козирем у грі». У фіналі Італія програла 1:2; Тотті провів увесь матч і взяв участь у комбінації, у результаті якої «Скуадра Адзурра» забила свій м'яч і зробив вигідну передачу на Алессандро Дель П'єро, який вийшов один-на-один з воротарем суперника, але момент не реалізував; також у грі Ческо отримав жовту картку за недисципліновану поведінку. На думку багатьох італійців, Франческо став найкращим гравцем фіналу в складі їх національної команди.
На наступному великому турнірі, чемпіонаті світу 2002 року, Тотті провів всі 4 гри. Напередодні мундіаля Франческо вважався одним з можливих головних героїв першості. Також, як і за два роки до цього, одним з головних питань була можливість виступу разом Тотті й Дель П'єро, які були лідерами збірної, але грали на одній позиції. У першому матчі з Еквадором Франческо зробив гольову передачу, а його команда перемогла 2:0. У наступній грі італійці програли 1:2 хорватам; Франческо невдало провів перший тайм, але в другому став «диригентом» атак команди і почав гольову атаку, у якій «Скуадра Адзурра» забила єдиний м'яч, а також потрапив у штангу ударом зі штрафного. У третій грі групової стадії Італія зіграла внічию з Мексикою 1:1 і вийшла в раунд плей-оф. Гру з Мексикою Тотті провів невдало. На думку Андрія Канчельскіса, «до межі розкручений італійськими газетами, він забув, що на полі треба боротися й допомагати партнерам. Тотті зіграв не по-чоловічому, прибирав ноги, у цій грі він зрадив своїх партнерів. Трапаттоні потрібно було замінити його на Дель П'єро ще в перерві»; також Франческо отримав жовту картку за неспортивну поведінку. У матчі 1/8 фіналу зі збірною Південної Кореї Тотті був видалений з поля на 105-ій хвилині зустрічі за другу жовту картку. Арбітр зустрічі оцінив падіння Франческо як симуляцію, однак багато експертів зійшлися на думці, що Тотті, як мінімум, не симулював. Після видалення італійця корейці забили «золотий м'яч». Після закінчення гри Ческо сказав: «Це скандал. Не питайте мене, чому таке відбувається на чемпіонаті світу. Я не знаю».
У відбірковому турнірі до чемпіонату Європи 2004 року Тотті зіграв тричі: у двох матчах з Фінляндією і в матчі з Азербайджаном. У першій грі з фінами Франческо зробив дві гольові передачі на Крістіана В'єрі, у другій вже забив самостійно і знову зробив гольовий пас. Напередодні початку чемпіонату Європи головний тренер італійців Джованні Трапаттоні сказав, що «Тотті важливіше для збірної Італії, ніж Зідан для збірної Франції. Тотті — унікальний гравець. Він не тільки веде гру, як Зідан, але й сам забиває, причому чимало. 20 голів у минулому чемпіонаті — чудовий результат. Ще під час чемпіонату світу я говорив, що наступний турнір, тобто чемпіонат Європи, повинен стати зоряним для Тотті, який на той час досягне свого розквіту. Франческо досяг того віку, коли може віддавати собі звіт у своїх діях і в своїй значущості для команди. Це той рідкісний футболіст, про якого говорять: він здатний виграти матч поодинці. Сподіваюся, я не перестарався з компліментами на адресу Франческо». На самому турнірі Тотті провів 1 матч з Данією. У цій грі він зробив грубий проступок, плюнувши в гравця суперника Крістіана Поульсена. Суддя в полі епізоду не бачив, проте камери зафіксували вчинок Франческо, який був дискваліфікований на 3 гри. Проступок Франческо викликав дебати в Італії, багато ветеранів збірної засудили гравця й сказали, що покарання заслужене. В Інтернеті навіть з'явилася жартівлива гра — «Плюнь разом з Тотті».
|  | — Першим, хто розповів мені про це, став особистий тренер з фізпідготовки Віто Скала, який знаходився зі мною в Португалії. Я обурився: «Що ти вигадуєш, з глузду з'їхав?» Спочатку з'явилися фотографії, але я їм не вірив до тих пір, поки не побачив все на кіноплівці. Я і справді зовсім не уявляв собі, що зробив, тому що не потрапив в датчанина, а той аж ніяк не відреагував. Так що все усвідомив заднім числом. — Якщо ви визнаєте помилку, то чому ж публічно не вибачилися? — Тому що це був не я. Не вважаю, що це був «мій» плювок. |

У тому ж році, 13 жовтня, Тотті зробив свій перший дубль за збірну, двічі забивши у ворота збірної Білорусі.

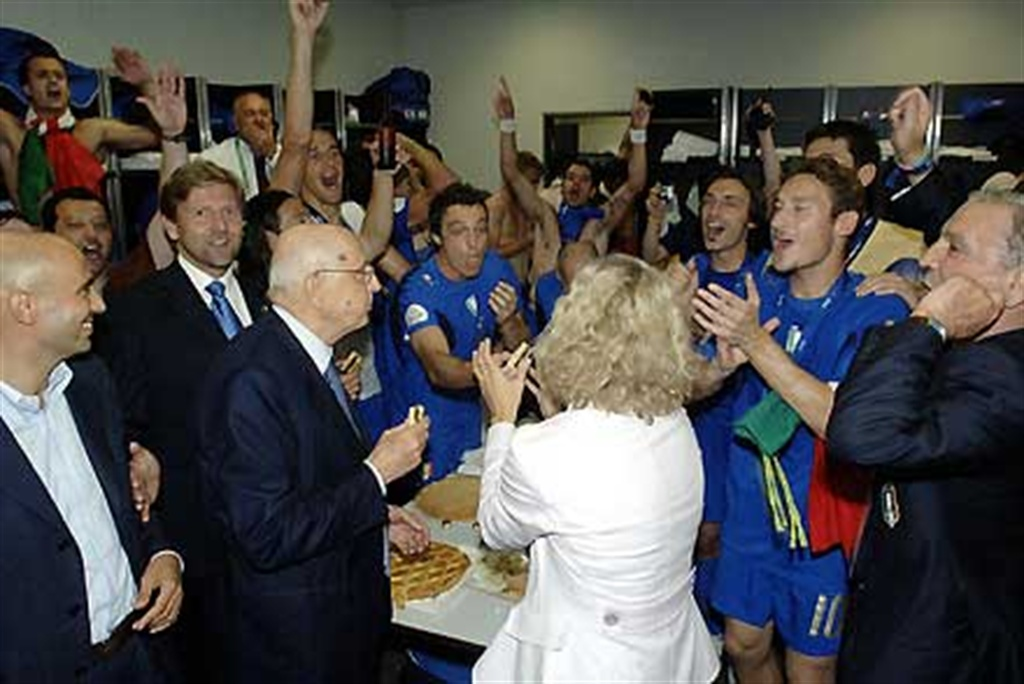
Тотті (в синій формі крайній праворуч) на святкуванні перемоги на чемпіонаті світу

У 2006 році Тотті поїхав на чемпіонат світу, незважаючи на те, що він лише за декілька тижнів до цього зміг повноцінно тренуватися після лікування від перенесеної травми. Напередодні турніру Франческо в черговий раз проявив себе нестриманим футболістом, дуже небезпечно зігравши проти Андрія Гусіна в товариському матчі з Україною. У першій грі з Ганою Тотті вийшов у стартовому складі разом з Лукою Тоні й Альберто Джилардіно, утворивши трикутник нападу команди, яка виграла матч 2:0; сам футболіст провів на полі 56 хвилин, зробив гольову передачу і був замінений через травму. У матчі зі США Франческо зіграв лише 35 хвилин й отримав жовту картку, після чого був замінений, відчувши неможливість продовжувати гру через біль у нозі. Матч з Чехією Тотті зіграв повністю й зумів зробити гольову передачу, після якої був забитий перший м'яч. У грі 1/8 фіналу з Австралією Франческо вийшов на поле на 75-ій хвилині зустрічі, а в доданий час реалізував пенальті, який приніс італійцям перемогу. Ческо сказав після матчу: «Гордий за команду. Ми гідно виглядали вдесятьох проти такого непоступливого й потужного суперника, як Австралія. І змогли не тільки відстояти свої ворота, але й забити м'яч, який вивів нас до чвертьфіналу». В 1/4 фіналу з Україною Тотті постав лідером команди: він провів на полі весь матч, діючи на позиції другого форварда, і зробив дві гольові передачі. У півфіналі італійці зустрічалися з господарями турніру німцями. У цій грі Франческо був не дуже помітний, хоча й зробив два гострих паси, провівши на полі весь матч. У післяматчевому інтерв'ю Тотті сказав: «Наша команда увійшла в історію. Навіть не так: ми пишемо історію, у якій поки не вистачає останньої й головної глави. Ми всім довели тут, у Німеччині, що ми — команда світового рівня. Місяць тому я припустив, що в фіналі чемпіонату світу зійдуться Італія і Португалія. Багато хто, напевно, скептично поставилися до мого прогнозу, але я виявився не таким вже й поганим пророком. Чи залишуся я в збірній після першості світу? Відсотків на дев'яносто я її покину, але дуже хочеться зробити це красиво». 9 липня 2006 року, після перемоги Італії над Францією, Тотті став чемпіоном світу. У фінальному матчі він провів 61 хвилину, після чого його замінив одноклубник з «Роми», Данієле Де Россі. На думку Сандро Маццоли, Тотті, хоча й провів хороший турнір і увійшов до символічної збірної мундіалю, повністю не продемонстрував свого рівня гри. Сам гравець зазначив:
|  | Як після таких емоцій розлучитися зі збірною? З одного боку, піти чемпіоном світу — дуже красиво. З іншого боку, на такому тлі хочеться грати ще й ще. Тому на сьогодні шанси на те, що я піду, п'ятдесят на п'ятдесят. Нашій команді я б поставив за десятибальною системою «десятку», а ось особисто награв на «сімку». Але більшого зробити не міг через наслідки серйозної травми, отриманої ще взимку. Моя думка про Зідана? Він один з кращих гравців світу, що ще раз довів, виконавши пенальті саме таким чином. |

Після чемпіонату світу Тотті попросив нового наставника «Скуадри Адзурри», Роберто Донадоні, тимчасово не викликати його до складу збірної, щоб він зміг набрати форму після травми й важкого чемпіонату світу. 20 липня 2007 року Тотті офіційно оголосив, що більше не виступатиме за національну команду. Він сказав: «Моя основна проблема — це фізика. Через проблеми з щиколоткою й спиною я не зможу одночасно грати за „Рому“ і за збірну. Збірна вимагатиме збільшення зусиль, які моя кісточка просто не зможе витримати. „Рома“ в цьому відношенні має абсолютний пріоритет». Коли Тотті запитали, що буде, якщо його запросять до складу збірної на фінальний турнір чемпіонату Європи 2008, він сказав: «Я знаю командні правила, і з поваги до них я ніколи б не зміг повернутися до складу Скуадри Адзурри».
Восени 2009 року, за декілька матчів до закінчення відбірного турніру до чемпіонату світу, Тотті виявив бажання повернутися до складу збірної Італії: «Рішення я прийму в квітні. Якщо Ліппі викличе мене в розташування збірної, я буду в хорошій формі і буду потрібен команді, тоді я поїду в ПАР. Думаю, молоді футболісти будуть раді бачити мене в складі команди». У 2010 році новий головний тренер команди, Чезаре Пранделлі, запропонував Франческо провести прощальний матч у збірній. У жовтні 2013 року Пранделлі заявив:
|  | «Тотті у фантастичній формі, його кондиції на даний час змушують задуматися: якщо б Чемпіонат світу розпочинався зараз, я б не мав жодних сумнівів і безумовно викликав би його, але ми оцінимо форму гравця за місяць до початку Чемпіонату світу». |

Тим не менш, під час остаточного вибору 23-ох гравців італійської команди для поїздки на Чемпіонаті світу 2014 року, тренер італійців виключив нападника «Роми», вважаючи за краще зробити вибір на користь молодших гравців. Дехто у ЗМІ почав критикувати таке рішення головного тренера, зокрема колишній гравець збірної Бразилії Кафу, який був партнером Ческо в «Ромі», заявив що хотів би побачити Франческо в футболці Італії на Чемпіонаті світу, а також що він віддає перевагу капітану «римлян» над Кріштіану Роналду та Ліонелем Мессі. Проте без Тотті Італія вдруге поспіль припинила боротьбу вже в першому ж раунді, фінішувавши в своїй групі на 3-му місці.
У травні 2016 року декілька травм у складі італійців, а також відсутність атакуючих варіантів і перебування Тотті в відмінній формі, як «джокера» «Роми», спонукали деяких представників ЗМІ, нагадати головному тренеру італійців Антоніо Конте включити Тотті до розширеного списку Збірної Італії для поїздки на Євро-2016; проте згодом Ческо все ж був вилучений з попереднього списку 30-ти гравців збірної Італії, яких Конте обрав для підготовки до фінальної стадії турніру. У підсумку Тотті так більше і не зіграв жодного матчу за збірну після переможного чемпіонату світу 2006 року.

## Стиль гри
Тотті провів більшу частину на місці атакуючого півзахисника або відтягнутого форварда, розташовуючись на позиції, яка в Італії має назву «треквартіста», будучи конструктором атак команди. Перебуваючи на цій позиції на полі, Франческо забивав багато м'ячів і часто асистував партнерам по команді. Також Тотті вільний від оборонних дій команди, займаючись виключно атакою.
За відсутності штатних нападників Тотті готовий висуватися на місце центрфорварда, завдяки чому його результативність збільшувалася. Однак сам футболіст все ж вважав за краще грати на традиційній для нього позиції.
Основними особливостями гри Тотті було відмінне бачення поля, м'яка техніка поводження з м'ячем, на зразок бразильської, а також потужний і точний удар.
Одним з улюблених футбольних прийомів Франческо є «Черпак» (італ. cucchiaio), коли футболіст завдає удару, підсікаючи його таким чином, щоб м'яч перелітав через голкіпера і, різко втративши в швидкості, «падав» у ворота.
На думку Лучано Спаллетті, Тотті «для того, щоб продемонструвати всю свою майстерність, потрібна команда. Він робить ідеально передачі в один дотик, довгі передачі, одним дотиком обробляє, другим — б'є». Однак він не вміє обігрувати всю команду, пробігаючи по пів-поля.
Однак футбольні якості Франческо часто страждали від його складного характеру, зокрема, футболіст міг покинути тренування, якщо воно йому не подобалося. Футбольним тренерам доводилося підлаштовуватися під гравця:
|  | Спаллетті мені розповів, що Тотті може запросто піти з тренування або теоретичного заняття, якщо йому щось не подобається. Тоді я запитав Спаллетті — де межа, яку не можна переходити? На що тренер «Роми» відповів: «Тотті — дуже складний футболіст, але він керований. До нього можна підібрати ключі. Тренування потрібно планувати не тільки, щоб просто виконати якісь завдання, а щоб ще воно було цікавим для Тотті. Це, звичайно, складно. Але заради такої людини, як він, можна пожертвувати певними речами». |

## Особисте життя

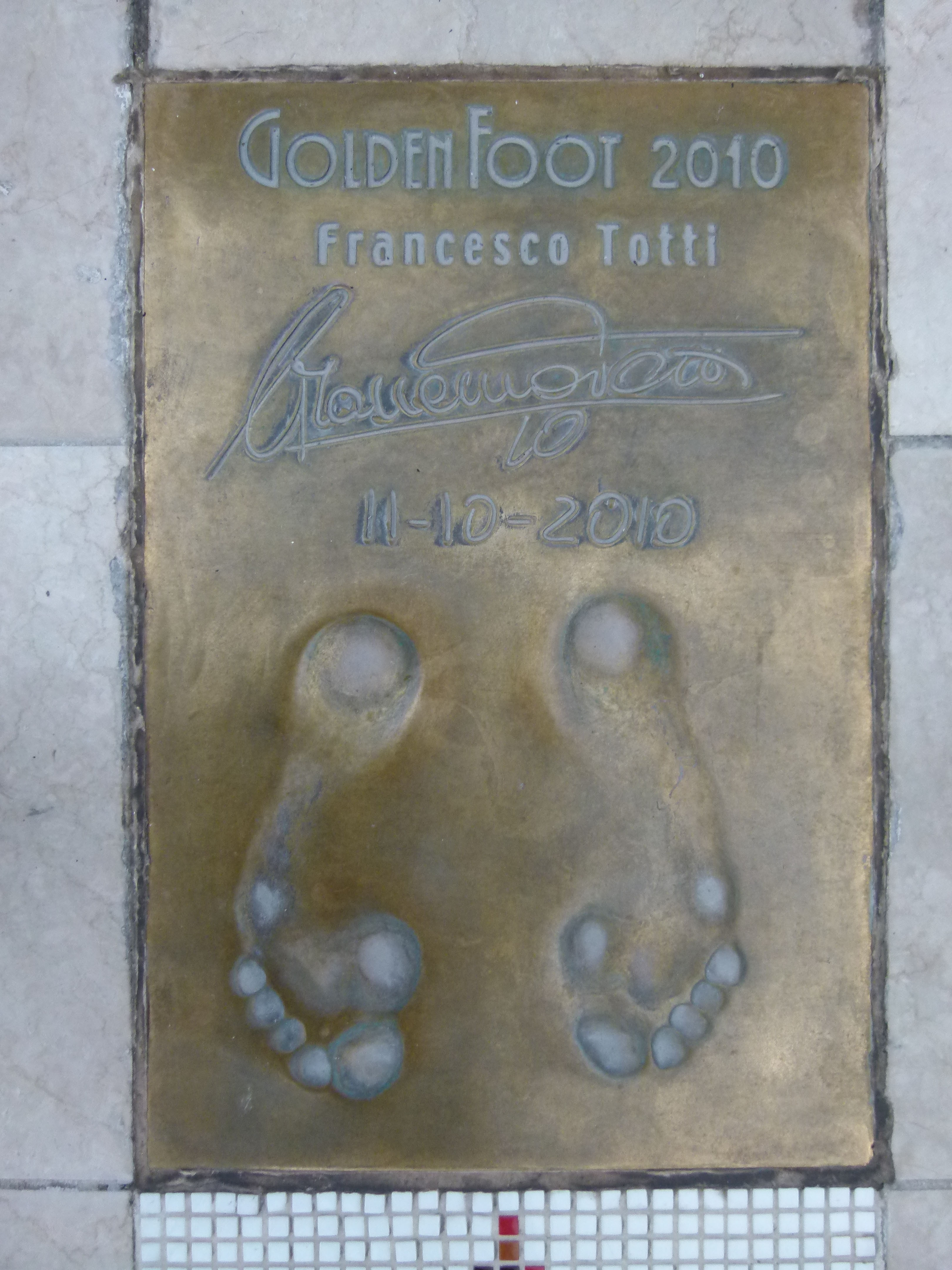
Зліпок ніг Тотті з нагоди завоювання ним нагороди Golden Foot

З початку 2000-х Тотті був одним з найпопулярніших людей в Італії. Перипетії його особистого життя часто фігурували в італійській пресі, зокрема, аварія, у яку футболіст потрапив разом зі своєю тодішньою нареченою, моделлю Марією Мацца, або позбавлення водійських прав за серйозне перевищення швидкості. Окрім Мацци, Тотті зустрічався з моделлю й актрисою Мануелою Аркурі, еро-моделлю Флавією Венто, Самантою Де Гренет, яка на той момент була нареченою іншого гравця, Філіппо Індзагі, й актрисою Антонеллою Мозетті.
19 червня 2005 року Тотті одружився з італійською телеведучою та моделлю Іларі Блазі. Напередодні весілля Флавія Венто сказала, що Тотті провів з нею час у ресторані, а потім вони вдвох вирушили в будинок Венто; Іларія відповіла, що не вірить у це, і весілля не скасували. Процедура одруження транслювалася в прямому ефірі телеканалом Sky Italia, за трансляцією спостерігало 1,3 млн телеглядачів. Всі гроші, заплачені телекомпанією за трансляцію церемонії (240 тис. євро), були повністю передані в безкоштовний притулок для домашніх тварин у Порта-Портезе для придбання автомобілів швидкої допомоги.
Кожен гол Тотті супроводжувався смоктанням великого пальця, що зроблено на честь дружини, яка має таку звичку, після цього, він вказівним пальцем показує вгору, дякуючи Богові (до знайомства з дружиною Франческо святкував гол, стрибаючи на одній нозі і демонструючи іншу, якою він вразив ворота).
З Блазі Тотті розпочав зустрічатися в 2002 році, вони познайомилися на дискотеці. Там Франческо розповів, що він грає за «Рому». Спочатку Іларія хотіла піти від продовження спілкування з Тотті, так як була уболівальницею «Лаціо», але не зробила цього, погодившись піти на вечерю в ресторан, де їх роман і розпочався. У тому ж році Франческо забив м'яч у ворота «Лаціо» і показав футболку, заховану під майкою клубу. На ній було написано посвяту Іларії —  6 UNICA!  (З італійської sei unica — «ти унікальна»).
У пари троє дітей: син Крістіан (народився 6 листопада 2005 року), донька Шанель (народилася 13 травня 2007 року) і донька Ізабель (народилася 10 березня 2016 року). Пара неодноразово говорила про те, що вони хотіли б мати 5 дітей. Під час вагітності Блазі Тотті, який забив м'яч у ворота «Лаціо», засунув м'яч під футболку, ліг на спину й за допомогою партнерів по команді витягнув її, зобразивши сцену народження дитини. Пізніше він повторив цей ритуал, коли Блазі завагітніла вдруге. На думку Франческо, Бог допоміг йому і його родині знайти це щастя.
Подружжя має свою лінію одягу під назвою NeverWithoutYou. Володіють мотоциклетною командою «Тотті Топ Спорт» і футбольної школою «Номер Десять».
Іншою дуже близькою людиною для Тотті є його брат Рікардо, який став агентом футболіста. Ческо любить грати з братом на PlayStation або в більярд. Також Тотті любить проводити час за переглядом кінокомедій, якими захоплювався з дитинства. При цьому він віддає першість італійському кінематографу. З їжі футболіст віддає перевагу пасті, лазаньї та ньокі.

## Нефутбольна діяльність

### Благодійність
Тотті є послом ЮНІСЕФ. Він неодноразово брав участь у різноманітних благодійних акціях. У квітні 2007 року Франческо виставив на аукціон свою футболку. Всі збори від продажу товару, 9300 євро, пішли в один з онкологічних центрів Києва. 12 травня 2008 року Ческо брав участь у благодійному матчі Partita del Cuore («Партія Серця»), де виступали гравці збірної, артисти та інші відомі люди. Всі гроші зі зборів пішли в фонд будівництва Campus Produttivo della Legalità e della Solidarietà («Кампус виробництва законності й солідарності»). 29 травня 2009 року Тотті брав участь у благодійному турнірі з покеру Stars for charity: poker per l'Abruzzo («Зірки для благодійності: покер для Абруццо») на користь постраждалих від землетрусу в Абруццо.
Іншою благодійною діяльністю Франческо була література: футболіст випустив три книги, дві з яких складалися з жартів про Тотті, а третя називалася «Як робити черпак. Мій футбол». Велика частина грошей з продажу книг пішла на потреби благодійності. У грудні 2007 року він написав четверту книгу, яка супроводжувалася DVD, під назвою «Моє життя, мої голи», у якій він розповів про все своє футбольне життя й найяскравіші моменти кар'єри. Весь прибуток від четвертої книги також пішов на потреби благодійних організацій. 16 січня 2008 року вийшла книжка коміксів «Тороліно», у якій є герой на ім'я Франк Папертотті, натхненний образом Франческо. Гроші за використання образу Тотті пішли на потреби благодійності.
Тотті був учасником проекту «Футбол для покинутих дітей», у рамках якого він взяв шефство над одинадцятьма хлопцями з Найробі і влаштував їх займатися в його футбольній школі «Номер Десять».

### Рекламні кампанії
Завдяки тому, що Тотті був одним з найпопулярніших спортсменів Італії, він не відчував браку в рекламних контрактах. Ще у віці 22-ох років футболіст став «обличчям» рекламної кампанії фірми Nike. З цього моменту стали регулярно з'являтися ролики з Тотті. Франческо взяв участь у всіх рекламних кампаніях Nike, від Nike Freestyle до NikeOl. Завдяки цьому, у 2000 році Nike була надрукована серія коміксів про Тотті. Там він рекламував турнір Nike Scorpion, що проходив у тому році в Римі. Пізніше комікс був анімований і показаний по римському телебаченню і в Інтернеті. Рекламна кампанія отримала приз Galà della pubblicità, який вручається за найкращу рекламу року. Після Nike, з 2005 по 2008 рік Тотті був «обличчям» іншої компанії з виробництва спортивного одягу — Diadora.
Окрім спортивного інвентарю, Тотті брав участь й в інших рекламних кампаніях, які є безпосередньо пов'язаними зі спортом. У 2002 році він знявся в рекламі Фіата. Разом з багатьма відомими футболістами Тотті став частиною команди Pepsi. В Італії він рекламував Pepsi Twist в рекламних роликах. У 2004 році Тотті став одним з облич обкладинки гри Pro Evolution Soccer 4. У травні 2006 року разом з дружиною і гравцем «Мілана» Дженнаро Гаттузо був учасником реклами Vodafone.
Образ Франческо був настільки популярний, що у вересні 2008 року вийшла колекція статуеток Francesco Totti, il Capitano (Франческо Тотті. Капітан).

### Телебачення й кіно
Тотті декілька разів з'являвся в кіно. У 2007 році знявся у фільмі «L'allenatore nel pallone 2» (вийшов 11 січня 2008 року) в ролі адвоката. А наступного року з'явився в другій серії серіалу «I Cesaroni». Також Тотті взяв участь у декількох реаліті-шоу.
У 2006 році разом з дружиною футболіст озвучив персонажів однієї з серій «Сімпсонів» (Marge and Homer Turn a Couple Play). Він озвучував Бака Мітчелла, гравця в бейсбол, який звернувся до Сімпсонів, щоб вирішити свої проблеми з дружиною Табітою (озвучена Іларією Блазі).

## Статистика

### Клубна
| Сезон             | Клуб              | Чемпіонат         | Чемпіонат | Чемпіонат | Нац. кубок | Нац. кубок | Нац. кубок | Конт. кубок | Конт. кубок | Конт. кубок | Інші кубки | Інші кубки | Інші кубки | Загалом | Загалом |
| Сезон             | Клуб              | Змаг.             | Матчі     | Голи      | Змаг.      | Матчі      | Голи       | Змаг.       | Матчі       | Голи        | Змаг.      | Матчі      | Голи       | Матчі   | Голи    |
| ----------------- | ----------------- | ----------------- | --------- | --------- | ---------- | ---------- | ---------- | ----------- | ----------- | ----------- | ---------- | ---------- | ---------- | ------- | ------- |
| 1992-1993         | «Рома»            | A                 | 2         | 0         | КІ         | 0          | 0          | КУ          | 0           | 0           | —          | —          | —          | 2       | 0       |
| 1993-1994         | «Рома»            | A                 | 8         | 0         | КІ         | 2          | 0          | —           | —           | —           | —          | —          | —          | 10      | 0       |
| 1994-1995         | «Рома»            | A                 | 21        | 4         | КІ         | 4          | 3          | —           | —           | —           | —          | —          | —          | 25      | 7       |
| 1995-1996         | «Рома»            | A                 | 28        | 2         | КІ         | 1          | 0          | КУ          | 7           | 2           | —          | —          | —          | 36      | 4       |
| 1996-1997         | «Рома»            | A                 | 26        | 5         | КІ         | 1          | 0          | КУ          | 3           | 0           | —          | —          | —          | 30      | 5       |
| 1997-1998         | «Рома»            | A                 | 30        | 13        | КІ         | 6          | 1          | —           | —           | —           | —          | —          | —          | 36      | 14      |
| 1998-1999         | «Рома»            | A                 | 31        | 12        | КІ         | 3          | 1          | КУ          | 8           | 3           | —          | —          | —          | 42      | 16      |
| 1999-2000         | «Рома»            | A                 | 27        | 7         | КІ         | 2          | 0          | КУ          | 5           | 1           | —          | —          | —          | 34      | 8       |
| 2000-2001         | «Рома»            | A                 | 30        | 13        | КІ         | 2          | 1          | КУ          | 3           | 2           | —          | —          | —          | 35      | 16      |
| 2001-2002         | «Рома»            | A                 | 24        | 8         | КІ         | 0          | 0          | ЛЧ          | 11          | 3           | СІ         | 1          | 1          | 36      | 12      |
| 2002-2003         | «Рома»            | A                 | 24        | 14        | КІ         | 5          | 3          | ЛЧ          | 6           | 3           | —          | —          | —          | 35      | 20      |
| 2003-2004         | «Рома»            | A                 | 31        | 20        | КІ         | 0          | 0          | КУ          | 1           | 0           | —          | —          | —          | 32      | 20      |
| 2004-2005         | «Рома»            | A                 | 29        | 12        | КІ         | 7          | 3          | ЛЧ          | 4           | 0           | —          | —          | —          | 40      | 15      |
| 2005-2006         | «Рома»            | A                 | 24        | 15        | КІ         | 2          | 0          | КУ          | 3           | 2           | —          | —          | —          | 29      | 17      |
| 2006-2007         | «Рома»            | A                 | 35        | 26        | КІ         | 5          | 2          | ЛЧ          | 9           | 4           | СІ         | 1          | 0          | 50      | 32      |
| 2007-2008         | «Рома»            | A                 | 25        | 14        | КІ         | 3          | 3          | ЛЧ          | 6           | 1           | СІ         | 1          | 0          | 35      | 18      |
| 2008-2009         | «Рома»            | A                 | 24        | 13        | КІ         | 0          | 0          | ЛЧ          | 7           | 2           | СІ         | 1          | 0          | 32      | 15      |
| 2009-2010         | «Рома»            | A                 | 23        | 14        | КІ         | 2          | 0          | ЛЄ          | 6           | 11          | —          | —          | —          | 31      | 25      |
| 2010-2011         | «Рома»            | A                 | 32        | 15        | КІ         | 0          | 0          | ЛЧ          | 7           | 2           | СІ         | 1          | 0          | 40      | 17      |
| 2011-2012         | «Рома»            | A                 | 27        | 8         | КІ         | 2          | 0          | ЛЧ          | 2           | 0           | —          | —          | —          | 31      | 8       |
| 2012-2013         | «Рома»            | A                 | 34        | 12        | КІ         | 3          | 0          | —           | —           | —           | —          | —          | —          | 37      | 12      |
| 2013-2014         | «Рома»            | A                 | 26        | 8         | КІ         | 3          | 0          | —           | —           | —           | —          | —          | —          | 29      | 8       |
| 2014-2015         | «Рома»            | A                 | 27        | 8         | КІ         | 2          | 0          | ЛЧ ЛЄ       | 5 2         | 2 0         | —          | —          | —          | 36      | 10      |
| 2015-2016         | «Рома»            | A                 | 13        | 5         | КІ         | 0          | 0          | ЛЧ          | 2           | 0           | —          | —          | —          | 15      | 5       |
| 2016-2017         | «Рома»            | A                 | 18        | 2         | КІ         | 4          | 1          | ЛЄ          | 6           | 0           | —          | —          | —          | 28      | 3       |
| Усього за кар'єру | Усього за кар'єру | Усього за кар'єру | 619       | 250       |            | 59         | 18         |             | 103         | 38          |            | 5          | 1          | 786     | 307     |

### Виступи за збірну
Станом на 9 липня 2006 року
| Збірна            | Рік               | Кваліфікаційні матчі ЧС | Кваліфікаційні матчі ЧС | Фінальні матчі ЧС | Фінальні матчі ЧС | Кваліфікаційні матчі ЧЄ | Кваліфікаційні матчі ЧЄ | Фінальні матчі ЧЄ | Фінальні матчі ЧЄ | Товариські матчі | Товариські матчі | Загалом | Загалом |
| Збірна            | Рік               | Матчі                   | Голи                    | Матчі             | Голи              | Матчі                   | Голи                    | Матчі             | Голи              | Матчі            | Голи             | Матчі   | Голи    |
| ----------------- | ----------------- | ----------------------- | ----------------------- | ----------------- | ----------------- | ----------------------- | ----------------------- | ----------------- | ----------------- | ---------------- | ---------------- | ------- | ------- |
| Італія            | 1998              | -                       | -                       | -                 | -                 | 1                       | 0                       | -                 | -                 | 2                | 0                | 3       | 0       |
| Італія            | 1999              | -                       | -                       | -                 | -                 | 3                       | 0                       | -                 | -                 | 3                | 0                | 6       | 0       |
| Італія            | 2000              | 3                       | 1                       | -                 | -                 | -                       | -                       | 5                 | 2                 | 4                | 1                | 12      | 4       |
| Італія            | 2001              | 4                       | 1                       | -                 | -                 | -                       | -                       | -                 | -                 | 2                | 0                | 6       | 1       |
| Італія            | 2002              | -                       | -                       | 4                 | 0                 | -                       | -                       | -                 | -                 | 2                | 0                | 6       | 0       |
| Італія            | 2003              | -                       | -                       | -                 | -                 | 3                       | 1                       | -                 | -                 | 2                | 0                | 5       | 1       |
| Італія            | 2004              | 2                       | 2                       | -                 | -                 | -                       | -                       | 1                 | 0                 | 3                | 0                | 6       | 2       |
| Італія            | 2005              | 4                       | 0                       | -                 | -                 | -                       | -                       | -                 | -                 | 1                | 0                | 5       | 0       |
| Італія            | 2006              | -                       | -                       | 7                 | 1                 | -                       | -                       | -                 | -                 | 2                | 0                | 9       | 1       |
| Усього за кар'єру | Усього за кар'єру | 13                      | 4                       | 11                | 1                 | 7                       | 1                       | 6                 | 2                 | 21               | 1                | 58      | 9       |

### Матчі за збірну
Станом на 9 липня 2006 року
| Матчі Тотті за збірну Італії | Матчі Тотті за збірну Італії | Матчі Тотті за збірну Італії | Матчі Тотті за збірну Італії | Матчі Тотті за збірну Італії | Матчі Тотті за збірну Італії |
| Дата                         | Місце проведення             | Суперник                     | Рахунок                      | Голи                         | Турнір                       |
| ---------------------------- | ---------------------------- | ---------------------------- | ---------------------------- | ---------------------------- | ---------------------------- |
| 10 жовтня 1998               | Удіне                        | Швейцарія                    | 2:0                          | -                            | Кв ЧЄ 2000                   |
| 18 листопада 1998            | Салерно                      | Іспанія                      | 2:2                          | -                            | Товариський матч             |
| 16 грудня 1998               | Рим                          | Світ                         | 6:2                          | -                            | Неофіційний товариський матч |
| 10 лютого 1999               | Піза                         | Норвегія                     | 0:0                          | -                            | Товариський матч             |
| 27 березня 1999              | Копенгаген                   | Данія                        | 2:1                          | -                            | Кв ЧЄ 2000                   |
| 31 березня 1999              | Анкона                       | Білорусь                     | 1:1                          | -                            | Кв ЧЄ 2000                   |
| 28 квітня 1999               | Загреб                       | Хорватія                     | 0:0                          | -                            | Товариський матч             |
| 8 вересня 1999               | Неаполь                      | Данія                        | 2:3                          | -                            | Кв ЧЄ 2000                   |
| 13 листопада 1999            | Лечче                        | Бельгія                      | 1:3                          | -                            | Товариський матч             |
| 23 листопада 2000            | Палермо                      | Швеція                       | 1:0                          | -                            | Товариський матч             |
| 29 березня 2000              | Барселона                    | Іспанія                      | 0:2                          | -                            | Товариський матч             |
| 26 квітня 2000               | Реджо-Калабрія               | Португалія                   | 2:0                          | 1                            | Товариський матч             |
| 3 червня 2000                | Осло                         | Норвегія                     | 0:1                          | -                            | Товариський матч             |
| 11 червня 2000]]             | Арнем                        | Туреччина                    | 2:1                          | -                            | ЧЄ 2000                      |
| 14 червня 2000               | Брюссель                     | Бельгія                      | 2:0                          | 1                            | ЧЄ 2000                      |
| 24 червня 2000               | Брюссель                     | Румунія                      | 2:0                          | 1                            | ЧЄ 2000                      |
| 29 червня 2000               | Амстердам                    | Нідерланди                   | 0:0 3:1 (по пен.)            | -                            | ЧЄ 2000                      |
| 2 липня 2000                 | Роттердам                    | Франція                      | 1:2 (у д. ч.)                | -                            | ЧЄ 2000                      |
| 3 вересня 2000               | Будапешт                     | Угорщина                     | 2:2                          | -                            | Кваліфікація ЧС 2002         |
| 7 жовтня 2000                | Мілан                        | Румунія                      | 3:0                          | 1                            | Кваліфікація ЧС 2002         |
| 11 жовтня 2000               | Анкона                       | Грузія                       | 2:0                          | -                            | Кваліфікація ЧС 2002         |
| 28 лютого 2001               | Рим                          | Аргентина                    | 1:2                          | -                            | Товариський матч             |
| 28 березня 2001              | Трієст                       | Литва                        | 4:0                          | -                            | Кваліфікація ЧС 2002         |
| 2 червня 2001                | Тбілісі                      | Грузія                       | 2:1                          | 1                            | Кваліфікація ЧС 2002         |
| 1 вересня 2001               | Каунас                       | Литва                        | 0:0                          | -                            | Кваліфікація ЧС 2002         |
| 6 жовтня 2001                | Парма                        | Угорщина                     | 1:0                          | -                            | Кваліфікація ЧС 2002         |
| 7 листопада 2001             | Сайтама                      | Японія                       | 1:1                          | -                            | Товариський матч             |
| 13 лютого 2002               | Катанія                      | США                          | 1:0                          | -                            | Товариський матч             |
| 23 березня 2002              | Лідс                         | Англія                       | 2:1                          | -                            | Товариський матч             |
| 3 червня 2002                | Саппоро                      | Еквадор                      | 2:0                          | -                            | ЧС 2002                      |
| 8 червня 2002                | Касіма                       | Хорватія                     | 1:2                          | -                            | ЧС 2002                      |
| 13 червня 2002               | Ойта                         | Мексика                      | 1:1                          | -                            | ЧС 2002                      |
| 18 червня 2002               | Теджон                       | Південна Корея               | 1:2 (золотий гол)            | -                            | ЧС 2002                      |
| 29 березня 2003              | Палермо                      | Фінляндія                    | 2:0                          | -                            | Кваліфікація ЧЄ 2004         |
| 11 червня 2003               | Гельсінкі                    | Фінляндія                    | 2:0                          | 1                            | Кваліфікація ЧЄ 2004         |
| 20 серпня 2003               | Штутгарт                     | Німеччина                    | 1:0                          | -                            | Товариський матч             |
| 11 жовтня 2003               | Реджо-Калабрія               | Азербайджан                  | 4:0                          | -                            | Кваліфікація ЧЄ 2004         |
| 16 листопада 2003            | Анкона                       | Румунія                      | 1:0                          | -                            | Товариський матч             |
| 18 лютого 2004               | Палермо                      | Чехія                        | 2:2                          | -                            | Товариський матч             |
| 31 березня 2004              | Брага                        | Португалія                   | 2:1                          | -                            | Товариський матч             |
| 30 травня 2004               | Туніс                        | Туніс                        | 4:0                          | -                            | Товариський матч             |
| 14 червня 2004               | Гімарайнш                    | Данія                        | 0:0                          | -                            | ЧЄ 2004                      |
| 9 жовтня 2004                | Целє                         | Словенія                     | 0:1                          | -                            | Кваліфікація ЧС 2006         |
| 13 жовтня 2004               | Парма                        | Білорусь                     | 4:3                          | 2                            | Кваліфікація ЧС 2006         |
| 9 лютого 2005                | Кальярі                      | Росія                        | 2:0                          | -                            | Товариський матч             |
| 26 березня 2005              | Мілан                        | Шотландія                    | 2:0                          | -                            | Кваліфікація ЧС 2006         |
| 3 вересня 2005               | Глазго                       | Шотландія                    | 1:1                          | -                            | Кваліфікація ЧС 2006         |
| 7 вересня 2005               | Мінськ                       | Білорусь                     | 4:1                          | -                            | Кваліфікація ЧС 2006         |
| 8 жовтня 2005                | Палермо                      | Словенія                     | 1:0                          | -                            | Кваліфікація ЧС 2006         |
| 9 лютого 2006                | Женева                       | Швейцарія                    | 1:1                          | -                            | Товариський матч             |
| 2 червня 2006                | Лозанна                      | Україна                      | 0:0                          | -                            | Товариський матч             |
| 12 червня 2006               | Ганновер                     | Гана                         | 2:0                          | -                            | ЧС 2006                      |
| 17 червня 2006               | Кайзерслаутерн               | США                          | 1:1                          | -                            | ЧС 2006                      |
| 22 червня 2006               | Гамбург                      | Чехія                        | 2:0                          | -                            | ЧС 2006                      |
| 26 червня 2006               | Кайзерслаутерн               | Австралія                    | 1:0                          | 1                            | ЧС 2006                      |
| 30 червня 2006               | Гамбург                      | Україна                      | 3:0                          | -                            | ЧС 2006                      |
| 4 липня 2006                 | Дортмунд                     | Німеччина                    | 2:0 (у д. ч.)                | -                            | ЧС 2006                      |
| 9 липня 2006                 | Берлін                       | Франція                      | 1:1 5:3 (по пен.)            | -                            | ЧС 2006                      |

Загалом: 58 матчів / 9 голів; 33 перемоги, 16 нічиїх, 9 поразок.

## Титули й досягнення

### Командні

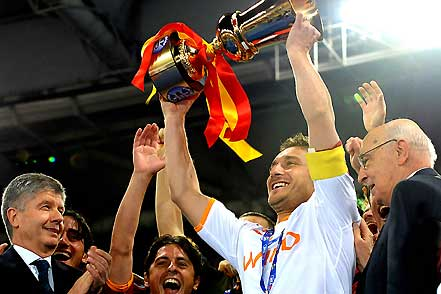
Франческо Тотті з Кубком Італії. 2008

«Рома»
- Чемпіон Італії
  -  Чемпіон (1): 2000/01
  -  Срібний призер (9): 2001/02, 2003/04, 2005/06, 2006/07, 2007/08, 2009/10, 2013/14, 2014/15, 2016/17.
- Кубка Італії
  -  Володар (2): 2006-07, 2007-08
  -  Фіналіст (5): 2002/03, 2004/05, 2005/06, 2009/10, 2012/13.
- Суперкубок Італії
  -  Володар (2): 2001, 2007
  -  Фіналіст (2): 2006, 2008, 2010.

### У збірній
Збірна Італії
- Чемпіонат світу
  -  Володар (1): 2006
- Чемпіонат Європи
  -  Фіналіст (1): 2000
- Переможець Середземноморських ігор: 1997

Молодіжна збірна Італії
- Чемпіонат Європи серед молодіжних команд
  -  Володар (1): 1996

Юнацька збірна Італії
- Юнацький чемпіонат Європи (U-19)
  -  Фіналіст (1): 1995
- Юнацький чемпіонат Європи (U-17)
  -  Фіналіст (1): 1993

### Особисті
- Футболіст року в Італії за версією Guerin Sportivo (3): 1998, 2003, 2004
- Найкращий футболіст Італії: 1999
- Член символічної збірної чемпіонату Європи: 2000
- Футболіст року в Італії (2): 2000, 2003
- Найкращий італійський футболіст року (5): 2000, 2001, 2003, 2004, 2007
- Член символічної збірної чемпіонату світу: 2006
- Найкращий бомбардир чемпіонату Італії: 2006/07
- Володар «Золотої бутси»: 2007
- Володар премії Golden Foot: 2010[376]
- Входить до списку ФІФА 100
- Премія Гаетано Ширеа (1): 2014
- Премія «Золотий тапір» (1): 2016[377]

### Нагороди
- Офіцер ордена «За заслуги перед Італійською Республікою» (2006)[378]
- Кавалер ордена «За заслуги перед Італійською Республікою» (2000)[379]